# Mythologie mésopotamienne
La mythologie mésopotamienne désigne l'ensemble des mythes connus essentiellement par la littérature mésopotamienne, élaborés par les scribes de la Mésopotamie antique. Elle comporte les plus anciens mythes connus qui nous soient parvenus avec ceux de l'Égypte antique. Les spécialistes de la Mésopotamie antique identifient en général comme des mythes les textes dont les protagonistes sont des dieux, en écartant souvent de cet ensemble les épopées, dont les protagonistes sont des personnages humains (des « héros »).
Les mythes mésopotamiens ont connu une histoire longue et complexe, pendant plus de deux millénaires, marquée notamment par la prépondérance culturelle des Sumériens au IIIe millénaire av. J.-C., supplantés par la suite par les locuteurs de langue akkadienne (Babyloniens avant tout) qui ont repris l'héritage sumérien et ont poursuivi le développement de la mythologie mésopotamienne. Celle-ci n'est donc pas un ensemble uniforme : il n'existe pas de dogme, et certains questionnements ont pu donner lieu à des mythes donnant des réponses différentes. Elle reflète au moins en partie l'ensemble des croyances des Anciens mésopotamiens sur le cosmos et le monde qui les entourait, ou en tout cas elle est le meilleur moyen de l'approcher. Mais les mythes sont à plusieurs reprises repensés et recomposés par le milieu des élites lettrées mésopotamiennes en fonction d'objectifs idéologiques mouvants, renvoyant souvent à des finalités politiques, qui sont essentielles pour comprendre un bon nombre d'entre eux.
Ces mythes mettent en scène les grandes divinités du monde mésopotamien : Enlil, Enki/Ea, Inanna/Ishtar, Ninurta, Marduk, Nergal, An (mythologie), etc. Plusieurs mythes mettent en scène des récits de création et l'organisation du monde et de l'humanité, assignant à ces derniers une place dans l'univers au service des dieux (notamment ceux mettant en scène le dieu Enki : Enki et Ninmah, Enki et l'ordre du monde, Genèse d'Eridu, etc.). D'autres concernent des récits de combats de divinités représentées alors comme les protectrices de l'ordre cosmique, d'autres encore relatent les amours de divinités (notamment le cycle autour de la déesse Inanna et son amant Dumuzi), beaucoup ont un arrière-plan agraire. Si beaucoup de mythes sont courts et développent un propos court, souvent plusieurs thèmes se retrouvent dans un même texte, et dès les époques anciennes certains mythes écrits en sumérien développent des récits longs et complexes, comme la Descente d'Inanna aux Enfers qui inaugure la tradition antique des récits de voyage dans le monde infernal, et le Lugal-e qui raconte les exploits guerriers et démiurgiques du dieu Ninurta. Des mythes babyloniens des origines plus longs brassent plusieurs thèmes regroupés au sein d'un discours cohérent : Atrahasis ou Mythe du Supersage qui traite de la création de l'humanité et aborde le mythe du Déluge, l’Épopée de la Création (Enūma eliš) qui raconte comment le dieu babylonien Marduk est devenu roi des dieux et a créé le Monde et l'humanité.

## Définir et interpréter la mythologie mésopotamienne

### Historique des études
Lorsque les premiers chantiers de fouilles ont été ouverts dans le Nord de l'Irak actuel, au milieu du XIXe siècle, dans ce qui était le cœur de l'ancien royaume d'Assyrie, la principale source de connaissances des fouilleurs et de leurs lecteurs sur le passé antique de la région explorée était la Bible. Les premières publications furent donc marquées par un intérêt dans la confrontation des sources écrites cunéiformes qu'on y exhumait et qui étaient désormais comprises avec les textes bibliques. Lorsqu'en 1872 George Smith publia un fragment de l’Épopée de Gilgamesh comprenant un récit très semblable à celui du Déluge de la Genèse, cet intérêt s'accrut. Certains voulurent même voir dans la Mésopotamie, en particulier Babylone, un lieu de création, dont les textes religieux furent copiés par les rédacteurs bibliques. En tout cas les débuts de l'étude de la religion, et donc de la mythologie mésopotamienne, furent fortement marqués par la recherche de parallèles avec la Bible.
Les débats se dépassionnèrent progressivement dans la première moitié du XXe siècle, avec la mise au jour de sources plus diversifiées sur la mythologie. La redécouverte de la littérature sumérienne, la plus ancienne de Mésopotamie, permit de découvrir les premiers textes mythologiques écrits en Mésopotamie. Samuel Noah Kramer en fut le plus important traducteur, et en donna un aperçu à un public large dans son Histoire commence à Sumer (première publication en 1956). Un autre acteur important de la redécouverte de la mythologie mésopotamienne fut Thorkild Jacobsen, qui présenta la synthèse de ses idées dans The Treasures of Darkness, cherchant à reconstituer une histoire de la religion mésopotamienne dans laquelle les mythes les plus anciens témoigneraient d'une volonté de représenter physiquement chaque phénomène naturel, ce qui fut critiqué, notamment par Kramer. Les études des dernières décennies du XXe siècle replacent la mythologie mésopotamienne dans son contexte culturel et social, la voyant comme la partie d'un système plus vaste de la culture mésopotamienne dont elle est un des moyens d'expression. Elle est rendue plus accessible au public cultivé grâce à la publication de traductions à but vulgarisateur, en particulier en français Lorsque les dieux faisaient l'homme de Jean Bottéro assisté de S. N. Kramer (1989).

### Les mythes: définitions, interprétations

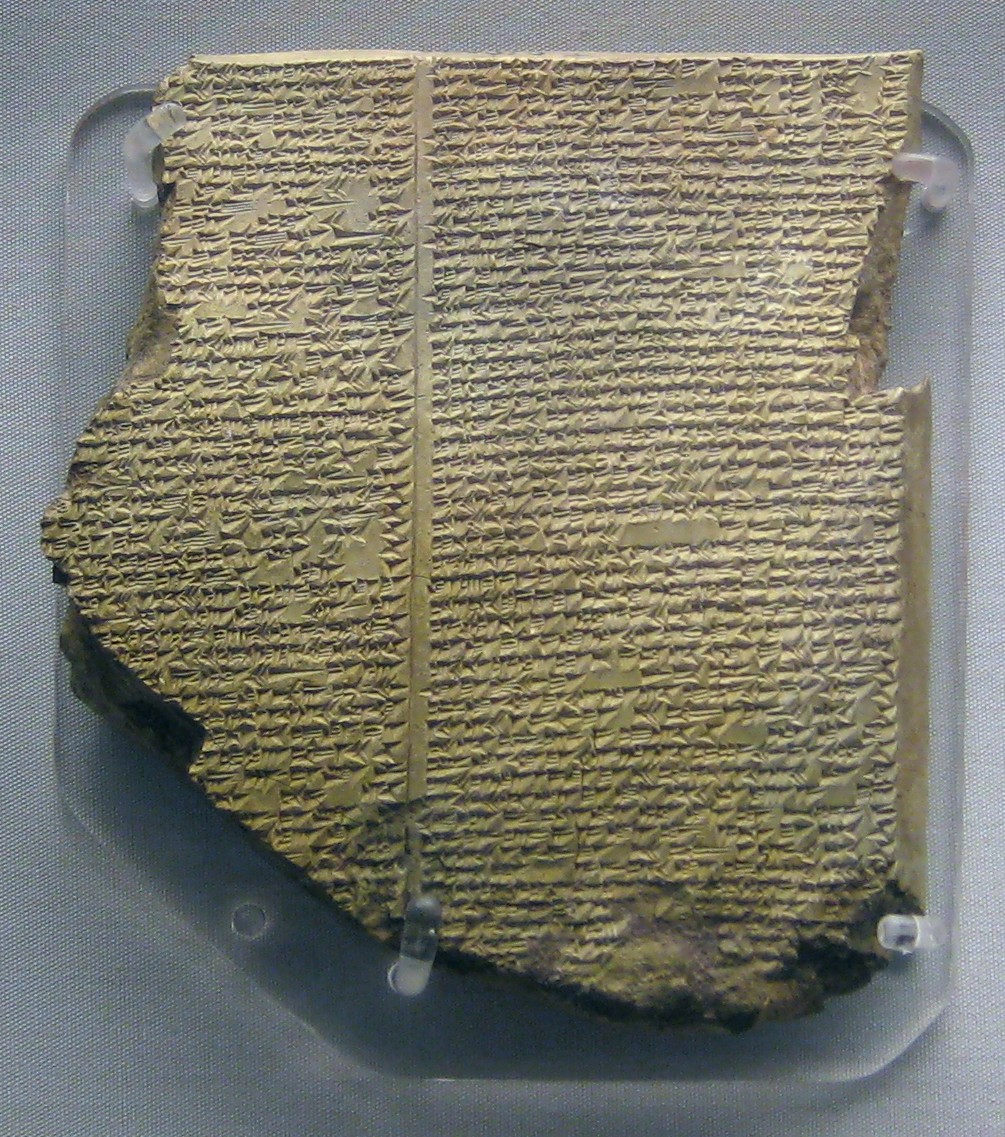
La tablette du Déluge de la version de Ninive de l'Épopée de Gilgamesh : un passage « mythologique » dans un texte généralement considéré comme « épique »., British Museum.

Le concept de mythe, issu de la pensée grecque antique (mythos) et élaboré par les études religieuses modernes depuis le XIXe siècle, n'a pas d'équivalent en Mésopotamie antique. La mythologie mésopotamienne est donc une reconstruction des chercheurs modernes, tributaire des problématiques plus larges sur la mythologie dans les différentes civilisations. Les spécialistes des mythes ne s'accordent pas sur une définition qui fasse consensus, mais elle prend en général le sens approximatif d'« histoire traditionnelle à portée sociale mettant en scène dans un temps transcendant des personnages aux qualités surnaturelles et par conséquent fabuleuses » (selon l'analyse de P. Calame). Par exemple, le « mythe » a pu être défini par ses fonctions : « une classe particulière de récits » dont la fonction est « d'exprimer dramatiquement l’idéologie dont vit la société (...) de justifier enfin les règles et les pratiques traditionnelles sans quoi tout en elle se disperserait » (G. Dumézil) ; un « récit traditionnel avec une référence secondaire, partielle, à quelque chose qui a une importance collective » (W. Burkert) ; un « récit situé dans un passé très lointain et à caractère fondateur, disant pourquoi les choses actuelles sont comme elles sont, et pourquoi elles doivent être comme elles sont » (A. Testart). En tout état de cause, les mythes n'étant pas une catégorie littéraire antique, ils ne se présentent pas sous la forme d'un type de récit spécifique : ils se trouvent généralement dans des poèmes, et sont ensuite isolés et désignés comme des « mythes » par des études modernes s'ils rentrent dans les définitions admises par les spécialistes.
Dans cet effort de classification, les mythes peuvent paraître similaires à d'autres types de récits comme les contes ou les épopées, mais pour ce qui concerne le contexte mésopotamien ils en sont généralement distingués. J. Bottéro limite la mythologie mésopotamienne aux récits dont les acteurs principaux sont les dieux, excluant les textes épiques ayant pour personnage principal un héros humain (Gilgamesh, Etana, Adapa). Mais cette limite peut paraître malaisée à tracer, dans la mesure où les épopées mésopotamiennes diffèrent peu sur la forme des textes classés couramment dans la catégorie des mythes, et que certains héros et même des souverains historiquement attestés ont fait l'objet d'un culte, et ont donc eu un aspect sacré prononcé. De plus, certains textes épiques contiennent des passages relevant incontestablement de la mythologie divine, en premier lieu le Déluge évoqué dans l’Épopée de Gilgamesh. En fait si certains textes vont être désignés intégralement comme des mythes, dans d'autres cas des mythes se trouvent intégrés dans des textes qui ne sont pas forcément considérés comme tels mais relèvent aux yeux des spécialistes d'une autre catégorie : en plus des épopées, il s'agit de passages introductifs de rituels de fondations et d'incantations, des prières adressées aux dieux, des textes de débats (« tensons »), essentiels notamment pour connaître les mythes de création sumériens.
Il existe une multiplicité de lectures des mythes, et plusieurs écoles d'interprétation des mythes. La mythologie a pu être parfois perçue comme une expression reflétant un état pré-scientifique de la pensée, cherchant à expliquer et comprendre ce qui ne pouvait être approché par des méthodes scientifiques. Mais c'est une lecture a posteriori sans doute simpliste. On leur reconnaît a minima d'avoir pour but d'analyser et de décrire le monde, le justifier, de mettre en avant des valeurs. Les approches naturalistes, qui voient dans les dieux des manifestations des forces de la nature, occupent une place importante, en particulier celle de Jacobsen pour la Mésopotamie. Certaines interprétations voisines expliquent les mythes par une volonté de retranscrire les mouvements des astres, les divinités mésopotamiennes ayant souvent un aspect céleste. L'approche ritualiste voit dans les mythes des textes venant en appui des rituels religieux, parfois récités au cours de ceux-ci, trouve quelques fondements dans certains cas en Mésopotamie (notamment l’Épopée de la Création), mais généralement il y a peu de corrélations entre les deux. D'autres mythes ont pu être interprétés comme des allégories d'événements historiques. Les recherches ont souvent mis en avant la nécessité de situer historiquement les mythes, de les étudier dans leur époque de rédaction. Il importe alors de s'interroger sur qui les élabore et les récite, à quelle occasion, pour quel public et dans quel but, en fonction de son contexte. De ce fait leur chercher un aspect intemporel peut paraître illusoire, car ils sont le produit d'un contexte historique précis. Leurs auteurs partent d'un corpus de mythes qui sont repensés et réinventés à plusieurs reprises dans l'Antiquité, en fonction des évolutions historiques, des nouvelles interrogations et des nouveaux débats.

### Mythes en sumérien et mythes en akkadien

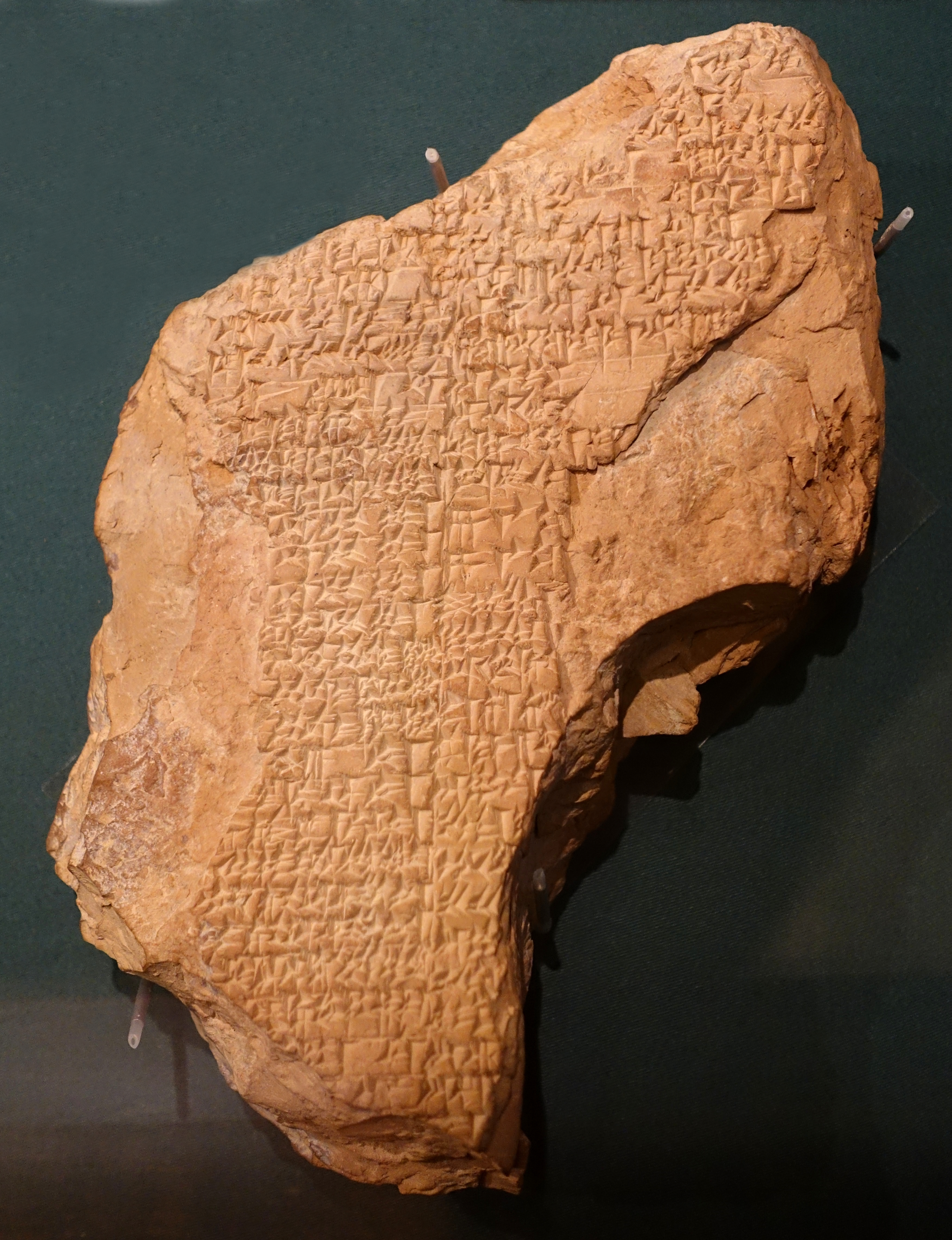
Fragment d'une tablette du mythe en sumérien Inanna et Ebih. Musée de l'Oriental Institute de Chicago.

La civilisation mésopotamienne est souvent présentée sous un aspect duel, comme composée de deux grands groupes de populations. Les Sumériens, vivant dans l'extrême Sud de la Mésopotamie et parlant une langue sans parenté connue, le sumérien, ont joué un rôle déterminant dans les périodes archaïques, posant les bases de la civilisation mésopotamienne avant de disparaître quelque part entre la fin du IIIe millénaire av. J.-C. et le début du IIe millénaire av. J.-C. ; des populations parlant une langue sémitique, l'akkadien, que l'on caractérise d'« Akkadiens » pour les périodes anciennes durant lesquelles ils cohabitent avec les Sumériens dans le Sud de la Mésopotamie, tandis qu'à partir de la seconde moitié du IIe millénaire av. J.-C. ils sont divisés entre deux grands royaumes, Babylone au Sud et l'Assyrie au Nord. Le sumérien est cependant préservé de l'oubli durant de nombreux siècles car il alors acquis un statut de vénérable langue intellectuelle, qu'il conserve jusqu'à la fin de la pratique de l'écriture cunéiforme (comme le latin dans l'Europe médiévale et moderne) mais ne sert plus à la création d’œuvres littéraires majeures (à la différence du latin dans l'Europe médiévale et moderne).
Les mythes mésopotamiens sont donc écrits en sumérien pour les plus anciens, et en akkadien pour les plus récents. En fait peu de mythes sont connus pour les périodes archaïques, durant lesquelles le sumérien était encore une langue vivante, car les tablettes de ces époques sont très fragmentaires et difficiles à comprendre. La plupart des mythes « sumériens », en fait des mythes en sumérien, qui sont connus sont en fait issus d'un contexte dans lequel le sumérien était manifestement une langue morte ou en passe de le devenir, et était surtout pratiquée dans le milieu des lettrés. C'est le cas des nombreuses tablettes des premiers siècles du IIe millénaire av. J.-C., certes situées dans les cités de l'antique pays de Sumer où les traditions lettrées de ce pays étaient encore vivaces (Nippur, Ur). Il y a quoi qu'il en soit une continuité parce que ces textes sont produits et recopiés au sein d'une traduction intellectuelle qui ne connaît pas de rupture majeure avant la fin du cunéiforme aux débuts de notre ère. Des liens directs apparaissent même à plusieurs reprises. La version akkadienne de la Descente d'Ishtar aux Enfers est ainsi une adaptation raccourcie du mythe sumérien similaire, tandis que dans l'autre sens le mythe du « Déluge sumérien » (ou « Genèse d'Eridu ») semble inspiré d'un mythe en akkadien, l'Atrahasis, et les versions sumériennes du Mythe d'Adapa semblent être des traductions depuis des versions en akkadien, ou du moins avoir été écrites en sumérien par des scribes habitués de l'akkadien, cherchant à placer le récit sous l'autorité symbolique et peut-être même magique qu'a acquis le sumérien après sa fin en tant que langue vernaculaire. 
Des évolutions se perçoivent néanmoins sur les thèmes et la portée des mythes : il a ainsi pu être constaté que les compositions babyloniennes comme l'Atrahasis et l’Épopée de la Création semblent se caractériser par une plus grande ambition que celles en sumérien des époques antérieures, donnant une vision plus large et cohérente du monde et du destin des hommes en combinant plusieurs thèmes mythologiques, généralement issus du fonds mythologique archaïque.

### La littérature mythologique et ses contextes
Les mythes mésopotamiens sont issus de productions littéraires faites par des scribes, dont l'éventuel aspect oral nous échappe. La littérature mésopotamienne a diverses spécificités. D'abord, les textes que l'on considère comme relevant du domaine des « belles-lettres » (mythes et épopées essentiellement) ne constituent qu'un nombre très limité de textes en quantité par rapport aux textes « techniques » utilisés par le clergé (hymnes et prières religieux, traités de divination, d'exorcisme, etc.) ou les ouvrages lexicographiques. Ensuite, ces textes sont surtout connus par des copies effectuées dans le cadre de l'apprentissage scolaire de jeunes scribes, notamment dans les écoles de Nippur et d'Ur du début du IIe millénaire av. J.-C. qui documentent l'essentiel de ce qui est connu de la littérature sumérienne. Ce n'est qu'au Ier millénaire av. J.-C. que se développent des bibliothèques à proprement parler, dans des palais (« Bibliothèque d'Assurbanipal » à Ninive), des temples (à Kalkhu, Sippar notamment) ou dans les résidences de membres du clergé (à Sultantepe par exemple). Dans tous les cas, les mythes sont en faible quantité dans leurs lieux de trouvaille ; la célébrité des bibliothèques de Ninive est certes due en grande partie aux textes mythologiques et épiques qui y ont été exhumés au XIXe siècle, mais il ne s'agit que d'une quarantaine de textes sur les trois dizaines de milliers de tablettes qui en proviennent.
Force est donc de constater qu'en dehors des écoles et des bibliothèques, les mythes sont très peu attestés en Mésopotamie, et le seul usage dont on est généralement certain pour ces textes est pédagogique. C'est manifestement un contexte secondaire, où ils sont utilisés comme modèles d'écriture et de langue à recopier et sans doute aussi dans une visée morale. Ces exercices de copies n'avaient donc pas d'intérêt en dehors du milieu scolaire. En revanche les copies complètes conservées dans des fonds de textes plus durables l'avaient manifestement été parce que les textes étaient appréciés pour leur contenu.
Les conditions d'élaboration de ces œuvres sont donc mal connues, de même que leurs auteurs, comme il est de mise pour la littérature mésopotamienne en général. Du reste, il est difficile de parler d'un seul auteur, car les œuvres que l'on connaît sont généralement composites, l'aboutissement de plusieurs travaux de réécriture et de réédition plus ou moins profonds, qui font qu'on dispose de plusieurs versions d'une œuvre au cours du temps, avec la modification de certains passages, voire de sections entières, ou parfois des modifications du sens de l’œuvre. À partir de la seconde moitié du IIe millénaire av. J.-C. les scribes de Babylonie ont cependant procédé à la « canonisation » de plusieurs œuvres majeures, ce qui leur a donné une version stable, qui est celle qui se retrouve dans les bibliothèques du Ier millénaire av. J.-C. Dans le cas de l’Épopée d'Erra, on dispose d'une œuvre atypique car clairement la création d'un seul auteur, un prêtre de l'Esagil, le temple de Marduk à Babylone, nommé Kabti-ilani-Marduk, qui dit en avoir eu la révélation au cours d'un rêve. Il est possible que les mythes aient souvent été perçus dans l'Antiquité comme des textes issus d'une révélation divine (en lien avec les pratiques divinatoires).
Il n'y a pas vraiment d'unicité dans le style littéraire des textes « mythologiques ». Comme souvent dans la littérature mésopotamienne les textes longs comprennent plusieurs « genres » aux yeux des lecteurs modernes : des passages narratifs, des dialogues, des louanges à la gloire de la divinité concernée par le texte. Dans la classification littéraire des Mésopotamiens antiques (qui apparaît notamment dans les colophons des tablettes), les récits que l'on considère comme mythologiques sont souvent désignés comme relevant du genre des prières, des hymnes et des chants, qui est du reste le seul à avoir fait l'objet d'une véritable distinction en plusieurs genres dans le milieu des lettrés mésopotamiens, sans doute en fonction de la façon dont ils étaient chantés et mis en musique. Certains d'entre eux sont présentés comme des « chants » (šir en sumérien, zamāru en akkadien), par exemple le Lugal-e et l'Atrahasis, d'autres comme des types particuliers de chants sumériens : la Mort de Dumuzi est par exemple une lamentation au tambourin (ér-šèm-ma), Dumuzi et Enkimdu est un chant dialogué (bal-bal-e), le Voyage de Ninurta à Eridu est un « chant long » (šir-gida), etc.
Cela renvoie aux liens entre l'écrit et l'oral dans la littérature mésopotamienne, et aux différentes formes de lecture possibles de ces textes (silencieuse, récitation publique, chantée avec ou sans instrument), qui sont difficiles à saisir car la documentation est rarement explicite sur ces points. Pourtant, étant donné qu'il est patent que des mythes circulaient sous une forme orale, savoir pourquoi ceux que l'on connaît furent mis par écrit est important pour mieux comprendre leurs différentes fonctions.

### Mythes et politique
La littérature mythologique mésopotamienne ne saurait être réduite à une transcription écrite de récits circulant sous forme orale, elle est manifestement rédigée sous une forme spécifique avec des buts déterminés. Elle peut être vue en premier lieu comme l'expression des lettrés des temples et des palais mésopotamiens. C'est le produit d'une « imagination calculée » (J. Bottéro), répondant à des situations concrètes sans chercher à dégager de concepts universels. De ce fait, si les mythes mésopotamiens (en particulier ceux concernant les origines du monde) s'appuient souvent sur des thèmes mythologiques communs aux autres peuples du Proche-Orient ancien (Déluge, descente d'une divinité dans le monde infernal, etc.), reflétant manifestement des mythes plus anciens ancrés dans le contexte d'un passé lointain, ils sont bien éloignés de ce dernier et renvoient plutôt aux interrogations plus immédiates de leurs rédacteurs. Cela explique aussi pourquoi il existe plusieurs explications mythologiques à un même phénomène ou une même interrogation, et des contradictions entre les mythes.
Les lettrés mésopotamiens sont avant tout au service du pouvoir royal, donc ils élaborent des récits participant de l'« idéologie de l’État et du politique » (M.-G. Masetti-Rouault). Ainsi, dans les mythes qui le mettent en scène, Ninurta représente notamment divers aspects de la fonction guerrière de la royauté, et son aspect protecteur. Enki/Ea, par sa sagesse et ses décisions avisées bénéfiques aux dieux et à l'humanité, représente quant à lui l'idéal de l'intelligence des détenteurs du pouvoir. Les productions mythologiques des scribes de Babylone vont dans le même sens : l'Épopée de la Création puise dans des textes antérieurs pour les réagencer et les reformuler dans un récit consacré à la glorification du dieu babylonien Marduk au moment où cette ville est devenue la capitale politique de la Mésopotamie du Sud et où elle s'élève au rang de ville sainte ; l’Épopée d'Erra est quant à elle une œuvre plus originale qui vise à donner une explication théologique aux malheurs connus par la Babylonie au début du Ier millénaire (troubles dynastiques, invasions des tribus araméennes et chaldéennes).
Ce sont les mythes relatifs à la question du déclin politique et à la succession des dynasties qui révèlent donc plus clairement les objectifs politiques de leurs rédacteurs. Cela renvoie aux rapports complexes entre mythe et histoire. La question de savoir si les œuvres de la mythologie (et plus généralement la littérature) en langue sumérienne renvoient systématiquement à un contexte politique fait ainsi l'objet d'un débat.
Plusieurs récits « para-mythologiques », dont les épopées, témoignent ainsi d'une volonté de « mythifier » l'histoire mésopotamienne passée, brouillant les limites entre les mythes et d'autres textes. La principale interaction entre histoire et mythe concerne l'explication des successions dynastiques : suivant le topos courant, un dieu (Enlil en général) se met en colère contre un roi ou son royaume, et déclenche contre lui une série de catastrophes conduisant à sa chute. Les textes sont rédigés par les dynasties succédant à celles dont ils décrivent la chute, expliquant ainsi pourquoi le pouvoir leur a échu. La Malédiction d'Akkad, rédigée sous la troisième dynastie d'Ur (v. 2112-2004 av. J.-C.) raconte ainsi comment la chute du glorieux empire d'Akkad (v. 2340-2190) est due à l'impiété du souverain Naram-Sîn, qui s'attire la fureur du grand dieu Enlil qui déchaîne contre lui des peuplades sauvages ravageant son empire. Plus tard sous la dynastie d'Isin (2017-1793 av. J.-C.), la fin de la troisième dynastie d'Ur est à son tour interprétée sous le même prisme dans les différents textes de Lamentations sur la destruction des cités de Sumer à cette période. 
Les listes et chroniques historiques renvoient également à ce genre de réflexions. La plus importante, la Liste royale sumérienne, reconstruit ainsi l'histoire mésopotamienne comme une succession de dynasties élues par les dieux depuis l'origine, quand la royauté fut « descendue du ciel », c'est-à-dire transmise par les dieux à des hommes jugés digne de la recevoir, jusqu'au présent, la période de rédaction des différents auteurs du texte, la dynastie d'Isin pour la version « canonique » du texte. Dans cette succession de dynasties pour la plupart légendaires, on croise des héros de la tradition mésopotamienne (Dumuzi, Etana, Gilgamesh) ainsi que le Déluge, qui est donc situé dans un contexte passé précis bien que très lointain (l'« historicisation » d'un mythe originel). La version la plus ancienne du texte qui soit connue, datée de la période d'Ur III ne présente pas une telle vision cyclique de l'histoire, et ne remonte pas jusqu'aux origines mythiques de la royauté, ces aspects étant manifestement apportés par des rédacteurs postérieurs, ayant notamment pris en compte la chute de la dynastie d'Ur III, et intégré le mythe du Déluge et la notion de rois antédiluviens.

### Les mythes et le culte

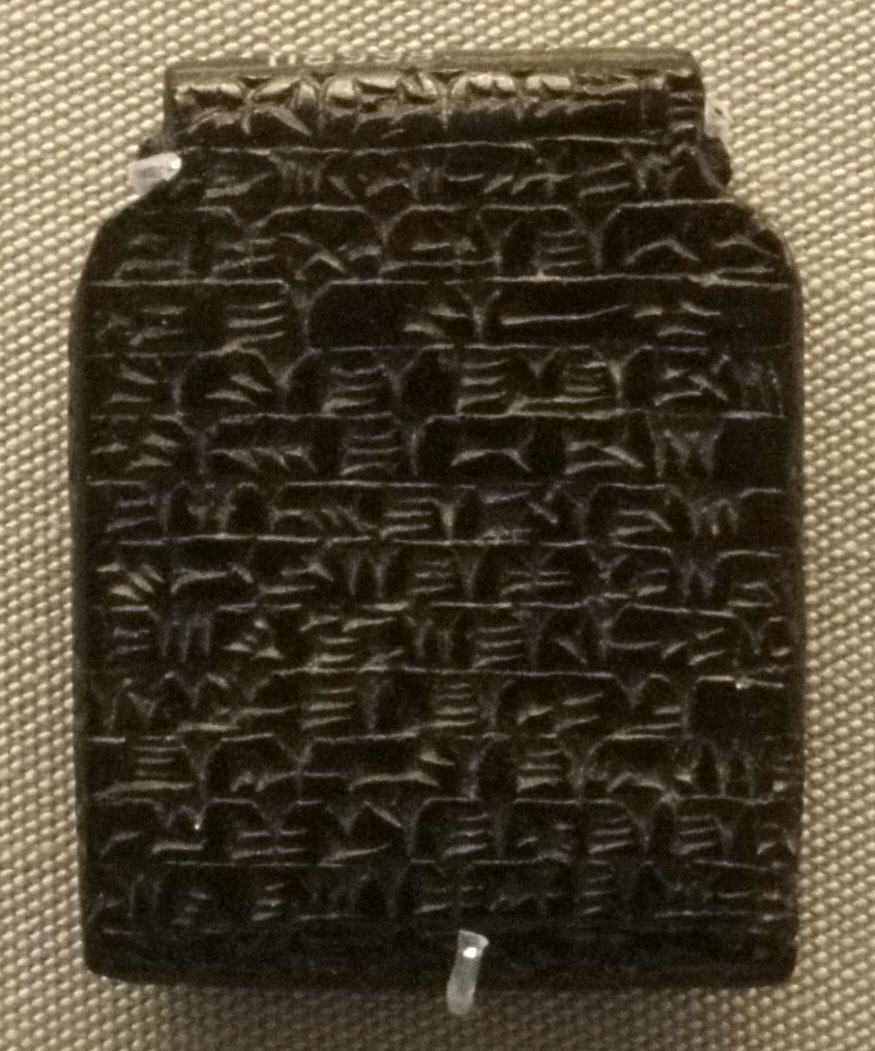
Amulette servant à protéger de la peste portant en inscription un passage de l’Épopée d'Erra, Assyrie (Assur), s, British Museum.

Les cas d'utilisation des textes mythologiques en dehors du milieu scolaire et lettré sont donc rares dans la documentation cunéiforme. Ils sont ainsi généralement absents des pratiques rituelles auxquelles on tente pourtant couramment d'associer des mythes (à la suite de l'école anglo-saxonne « myth and ritual »), mais pas totalement. Dans plusieurs cas, il y a bien des liens entre des textes mythologiques et le culte, même s'il ne faut pas les surestimer.
Certains récits semblent destinés (au moins dans un but secondaire) à donner un contexte mythologique à des rituels, si ce n'est une véritable « étiologie ». Il y a d'ailleurs un arrière-plan mythologique (au sens large) dans la majorité des rituels, puisque la finalité du sacrifice quotidien aux dieux pratiqué dans les temples mésopotamiens et impliquant dans les plus importants de grandes quantités d'offrandes diverses est essentiellement fournie par les textes mythologiques et épiques : il s'agit de permettre aux dieux de ne pas avoir à travailler pour se procurer de la nourriture et des boissons, ce qui constitue en fin de compte la raison d'être des humains. 
Concernant des liens plus directs entre des textes mythologiques et des fêtes religieuses, plusieurs indices existent. Les récits de voyages des dieux pourraient renvoyer à des rituels de déplacements de statues divines lors de fêtes religieuses,,, et ceux des amours de la déesse Inanna pourraient avoir des connexions avec des rituels rangés dans la catégorie vague du « mariage sacré », même s'il faut sans doute admettre que les hymnes relatifs à l'union entre la déesse et les souverains de la période d'Ur III relèvent du topos littéraire et ne renvoient pas à des rituels qui ont effectivement eu lieu. D'autres récits liés à la dernière phase du cycle de Dumuzi, sa mort, sont quant à eux reliés à des rites funéraires, de déploration, par exemple Inanna et Bilulu et la Descente d'Ishtar aux Enfers (la version en akkadien) dont la conclusion semble être des instructions pour des pleureuses participant à des rituels de ce type. Le Poème d'Agushaya termine quant à lui par une évocation des danses guerrières d'Ishtar, qui pourraient être des rituels effectivement accomplis dans le cadre du culte de la déesse, trouvant par ce texte une origine mythologique. Durant les époques tardives, se développèrent même des réflexions ésotériques conduisant à la rédaction de commentaires de rituels, dont ils (ré-)interprètent les gestes à l'aide de récits mythologiques.
Par ailleurs, en lien avec ce rôle étiologique, les textes mythologiques ont pu être récités lors de rituels auxquels ils se rattachaient par leur contenu, pour en renforcer l'efficacité, même s'il ne s'agissait pas de leur but premier. Plusieurs d'entre eux étaient considérés comme des hymnes, des chants, ce qui se prêterait bien à une finalité rituelle, dans le cadre de l'activité des prêtres ayant la fonction de chantres. Le seul cas assurément connu d'une telle utilisation est celui de l’Épopée de la Création au Ier millénaire av. J.-C., quand elle est récitée lors de la fête du Nouvel An (akitu) à Babylone, rituel partageant avec le mythe la glorification du dieu Marduk et de la royauté babylonienne, et également lors d'une fête liée aux branches de palmier qui a lieu dans la même cité. Il n'est en tout cas pas forcément inhabituel que soient déclamés lors de fêtes religieuses des textes « littéraires » (en dehors donc des hymnes et incantations courants dans ce genre de pratiques), puisqu'on sait par ailleurs que le Débat entre l'araire et la houe était récité au cours de rituels liés à la vie agricole à l'époque d'Ur III et en Assyrie.
L’Épopée d'Erra est plus clairement reliée à l'efficacité de rituels, puisque sa conclusion semble révéler qu'elle a été en partie pensée pour avoir une fonction protectrice contre les épidémies suscitées par le dieu Erra, qui sont un des thèmes du récit, et fonctionne en gros comme une longue incantation. On connaît au moins plusieurs amulettes protectrices retrouvées en Assyrie portant en inscription un passage du mythe, qui sert à en renforcer l'efficacité magique pour lutter contre les maladies pestilentielles. D'une même manière le Mythe d'Adapa se conclut par une incantation à but thérapeutique dont l'origine est fournie par le récit, bien qu'on ne puisse dire avec certitude que le texte a eu un usage rituel. Et il arrive que des récits mythologiques courts apparaissent en guise d'introduction dans des textes d'incantations récités lors de rituels d'exorcisme ou bien de fondation de bâtiments ; c'est par exemple le cas du Poème du Ver dentaire débutant par un mythe de création, récité lors d'un rituel visant à guérir un mal de dent. La compilation d'incantations intitulée Utukku Lemnutu, « Démons malfaisants », visant à lutter contre les démons et les fantômes, comprend un rite qui vise à combattre l'obscurcissement de la Lune lors d'une éclipse, dont l'origine est expliquée par un court récit mythologique relatant comment la déesse Ishtar, voulant devenir la seule maîtresse du Ciel, envoie sept démons pour attaquer le dieu-lune Sîn et entraîner son obscurcissement. 
D'autres cas isolés font retrouver des évocations de mythes dans différents aspects du culte, comme l'organisation des temples. Ainsi, une inscription du roi Gudea de Lagash commémorant la construction d'un temple dédié à Ningirsu renvoie à un mythe relatif à ce dieu combattant : le roi fait entreposer dans son temple les effigies de plusieurs créatures mythiques que le dieu a vaincues, évoquées dans des textes mythologiques plus tardifs (voir plus bas).

### Les mythes dans les arts visuels

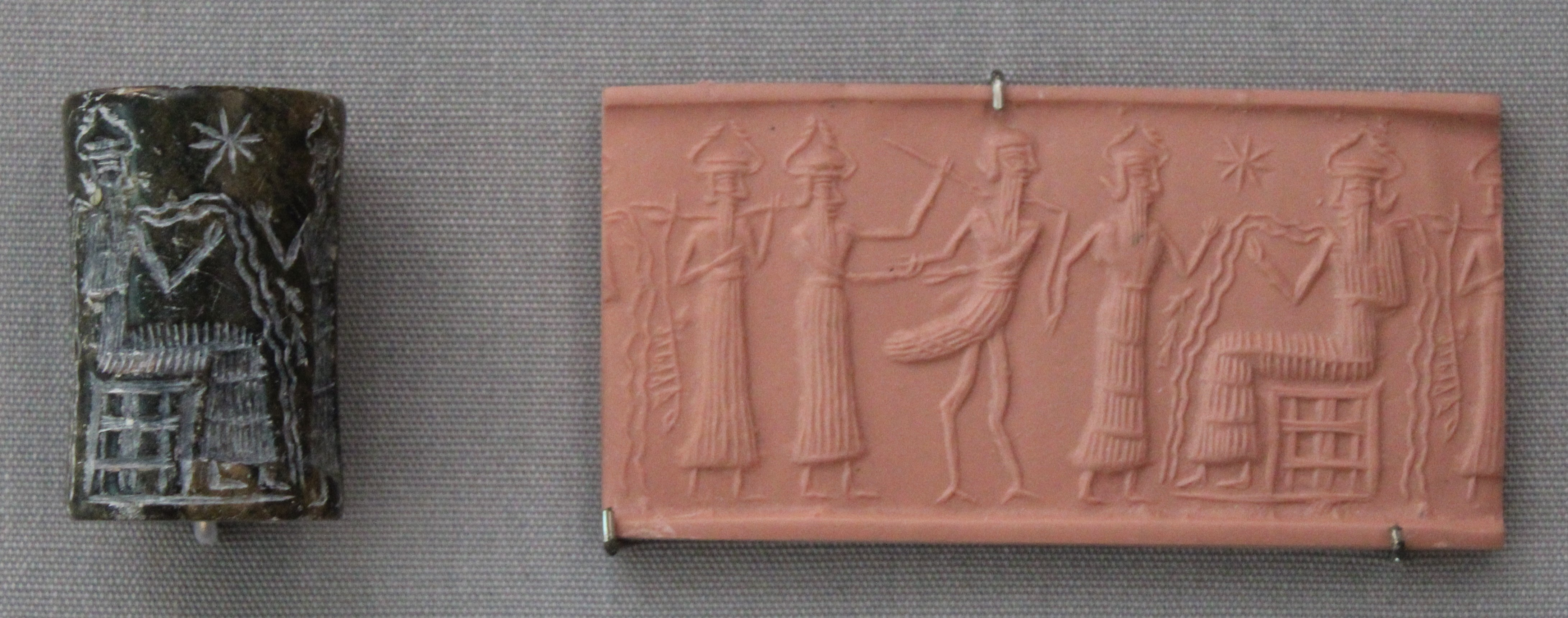
L'oiseau Anzû conduit devant le dieu Ea, sceau-cylindre avec empreinte de l'époque d'Akkad, British Museum.

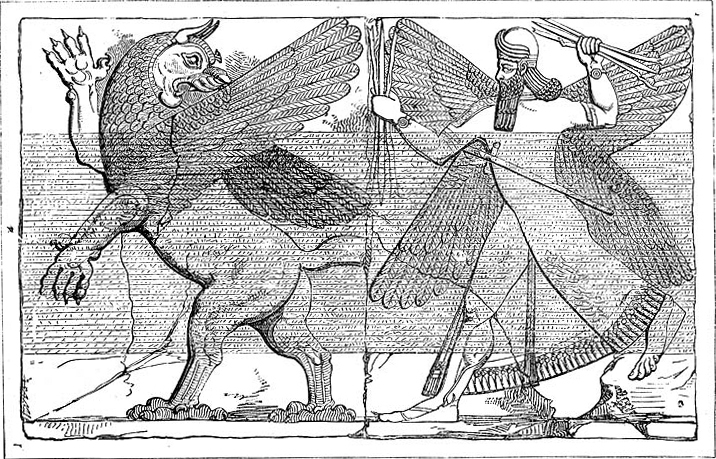
Copie d'un bas-relief du temple de Ninurta à Kalkhu (Nimrud), peut-être une représentation du combat de ce dieu contre le démon Anzû/Asakku,

Dans l'art, les représentations assurées de mythes sont très rares. Ce sont au mieux des récits épiques comme l’Épopée de Gilgamesh ou le Mythe d'Etana qui disposent de quelques représentations assurées, celles concernant les dieux les présentant rarement dans un contexte identifiable comme mythologique.
De nombreuses scènes gravées sur des sceaux-cylindres, objets caractéristiques de la civilisation mésopotamienne permettant d'imprimer des images par déroulement d'un sceau gravé de forme cylindrique sur une tablette, représentent des divinités dans un contexte qui pourrait être celui de mythe. Les scènes de combats y sont ainsi très courantes, mettant aux prises des divinités avec des créatures mythologiques, mais il est difficile de les faire correspondre à des mythes connus par des textes. Cela d'autant plus qu'une grande partie des sceaux portant des supposées représentations de mythes datent du IIIe millénaire av. J.-C., période pour laquelle peu de récits mythologiques ont été couchés par écrit. S'ils représentent bien des mythes, ceux-ci nous sont inconnus par ailleurs. Il en va de même pour les sceaux provenant de Nuzi au XIVe siècle av. J.-C., qui s'inscrivent dans l'univers religieux des Hourrites, également très mal connu.
Pour les périodes plus tardives, un bas-relief du temple de Ninurta de Kalkhu semble quant à lui représenter un combat de ce dieu, peut-être celui contre le démon Anzû/Asakku. On sait en tout cas que ce type de représentation existait dans les temples assyriens : une inscription de fondation de Sennachérib rapporte ainsi qu'il a fait ériger dans le temple de la fête-akītu d'Assur une porte en bronze portant une représentation du combat du dieu Assur contre Tiamat et son armée de démons, scène de la variante assyrienne de l’Épopée de la Création, qui devait être rejouée durant la fête. Cet édifice avait d'ailleurs pour nom cérémoniel « Maison (où) Tiamat est mise à mort » (sumérien é-abba-ugga).

## Les mythes des origines
S'il y a une diversité de présentations dans les détails, si on s'en tient aux généralités les anciens Mésopotamiens ont eu une vision du cosmos reprenant les principes suivants :
- L'univers est constitué du Ciel et de la Terre, et également d'autres ensembles, l'Abîme, monde aquatique situé sous Terre, et des Enfers, situés également sous Terre[77].
- L'univers est régi par les dieux, qui assurent l'ordre, fixent les destinées ; les principaux dieux dirigeaient une partie du cosmos : le Ciel à An, la Terre à Enlil (et aux autres divinités souveraines), l'Abîme à Enki/Ea[78].
- Les hommes sont destinés à servir les dieux par leur travail, leur fournissant de la nourriture, des boissons et plus largement tout ce qui sert à les entretenir par le biais du culte ; les dieux principaux guident la vie humaine, lui offrant savoirs et techniques, et décidant de ses destinées[79].

Les mythes de création, généralement considérés comme le socle des systèmes mythologiques antiques, expliquent comment cette cosmologie s'est mise en place. Ceux de Mésopotamie présentent un profil très diversifié, car il n'y avait pas de tradition unifiée mais la coexistence de plusieurs récits, généralement exposés de façon confuse dans des textes qui n'abordent ce sujet que de façon secondaire, comprenant un passage mythologique : introductions d'hymnes ou de tensons, joutes littéraires très prisées des savants sumériens opposant deux entités constituant le monde, ou dans des listes divines, ainsi que dans d'autres types de textes. La coexistence de ces différentes traditions cosmogoniques a été interprétée assez tôt comme le reflet de la division politique qui a été de mise dans le Sud mésopotamien durant la majeure partie du IIIe millénaire av. J.-C., et de l'activité des « théologiens » des plus importants centres religieux du Sud mésopotamien (avant tout Eridu, qui était peut-être le plus ancien centre religieux sumérien, et Nippur, qui gagna la primauté) durant ce millénaire et les premiers siècles du suivant. Le seul mythe de création ancien développé dans un récit est Enki et Ninmah, relatant la création de l'homme. Ce n'est qu'à partir du IIe millénaire av. J.-C., avec l’Atrahasis puis l’Épopée de la Création, que les scribes du royaume de Babylone élaborèrent des récits offrant une vision cohérente de la création des dieux, du monde et de l'humanité. Les récits de création antérieurs sont donc reconstitués par les chercheurs modernes par la comparaison de différents textes de nature diverse, connus par peu d'exemplaires (souvent un seul), mais il est possible de dégager une vue d'ensemble des éléments qu'ils évoquent.

### La création du monde

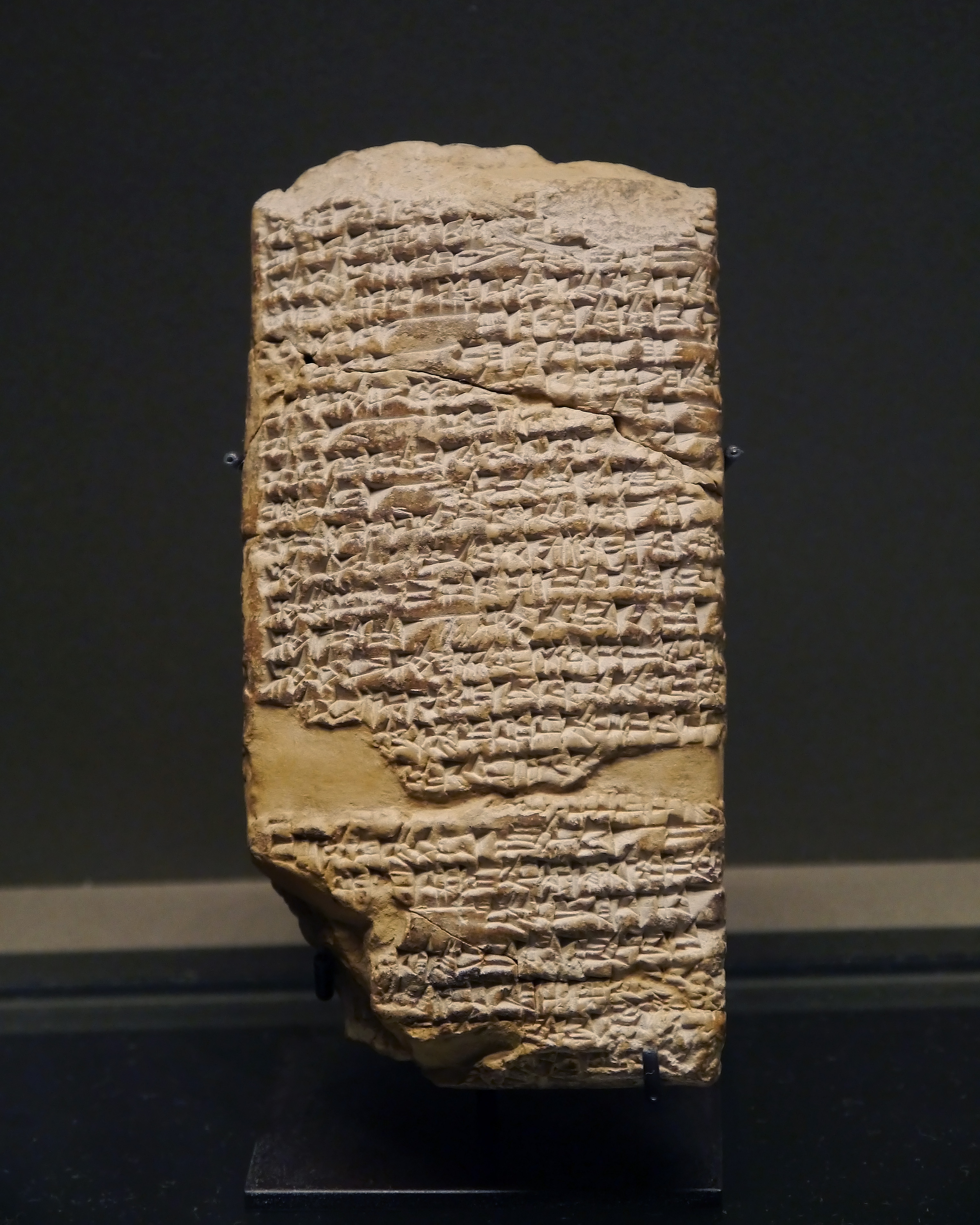
Tablette comprenant un mythe sumérien sur les origines du monde, dans l'introduction du tenson Arbre et roseau, début du, musée du Louvre.

Les mythes cosmogoniques mésopotamiens qui traitent de la naissance de l'univers le font à plusieurs reprises par un récit de la séparation du Ciel et de la Terre. Dans le récit épique sumérien de Gilgamesh, Enkidu et les Enfers, le Ciel et la Terre sont les enfants de la déesse primordiale Nammu, et ils sont séparés, An prenant pour lui le Ciel tandis que la Terre revient à Enlil. Dans la tradition de Nippur, c'était Enlil, le dieu souverain, qui était l'acteur de la séparation (par exemple dans le Chant de la houe, composition scolaire hétéroclite). Dans l'introduction du mythe Enki et Ninmah, la séparation est évoquée sans qu'on ne mentionne qui la provoque. D'autres textes enfin se contentent d'évoquer la création du monde sans même parler d'une séparation du Ciel et de la Terre se contentant de la mettre à l'actif de la grande triade divine sumérienne : An, Enlil et Enki. L'Épopée de la Création babylonienne présente quant à elle une formation du monde en plusieurs étapes, la principale mise en ordre étant faite par Marduk à partir de la dépouille de la déesse primordiale Tiamat (voir plus bas).

### La création de l'homme
La création de l'être humain est le thème principal du mythe Enki et Ninmah. Celui-ci débute par la création du monde et le peuplement initial de la Terre par les dieux, qui s'unissent et prolifèrent, jusqu'à devoir produire leur propre nourriture pour survivre, ce qui les insatisfait au plus haut point. Ils s'en plaignent donc auprès de la déesse Namma, qui sollicite son fils Enki pour qu'il élabore des substituts aux dieux qui travailleraient à leur place et à leur profit. Enki confectionna un moule, puis le donna à sa mère afin qu'elle y place de l'argile formant les êtres humains, qui prirent vie grâce à l'aide d'un groupe de déesses au premier rang desquelles se trouvait Ninmah, qui leur assigne leur destin de travailler pour les dieux. La façon exacte dont les hommes prennent vie n'est pas connue, le texte parvenu jusqu'à nos jours étant fragmentaire à l'endroit où cela est peut-être évoqué.
Il semble qu'il ait coexisté avec la tradition faisant d'Enki le créateur de l'homme une autre qui attribuait cette action à Enlil. Le Chant de la houe, qui semble renvoyer à un fonds mythologique de Nippur, raconte ainsi que ce dieu créa l'homme en prenant de l'argile avec la houe (sujet principal du texte) pour le placer dans un moule d'où sortit le premier des hommes.
Un autre mythe daté du début du IIe millénaire av. J.-C., en version bilingue akkadien-sumérien, fait également d'Enlil le créateur des hommes, nés grâce au sang de deux divinités exécutées. Le rôle du sang divin comme animateur des humains formés à partir de figurines d'argile confectionnées par les dieux se retrouve dans les versions de la création de l'homme présentes dans l'Atrahasis et l’Épopée de la Création. Dans le premier cas, c'est Ea qui le crée grâce au sacrifice du dieu nommé Wê, tandis que dans le second c'est l’œuvre de Marduk, qui sacrifie le dieu Qingu, un de ceux qu'il a vaincus lors de son combat contre Tiamat.

### Le Déluge

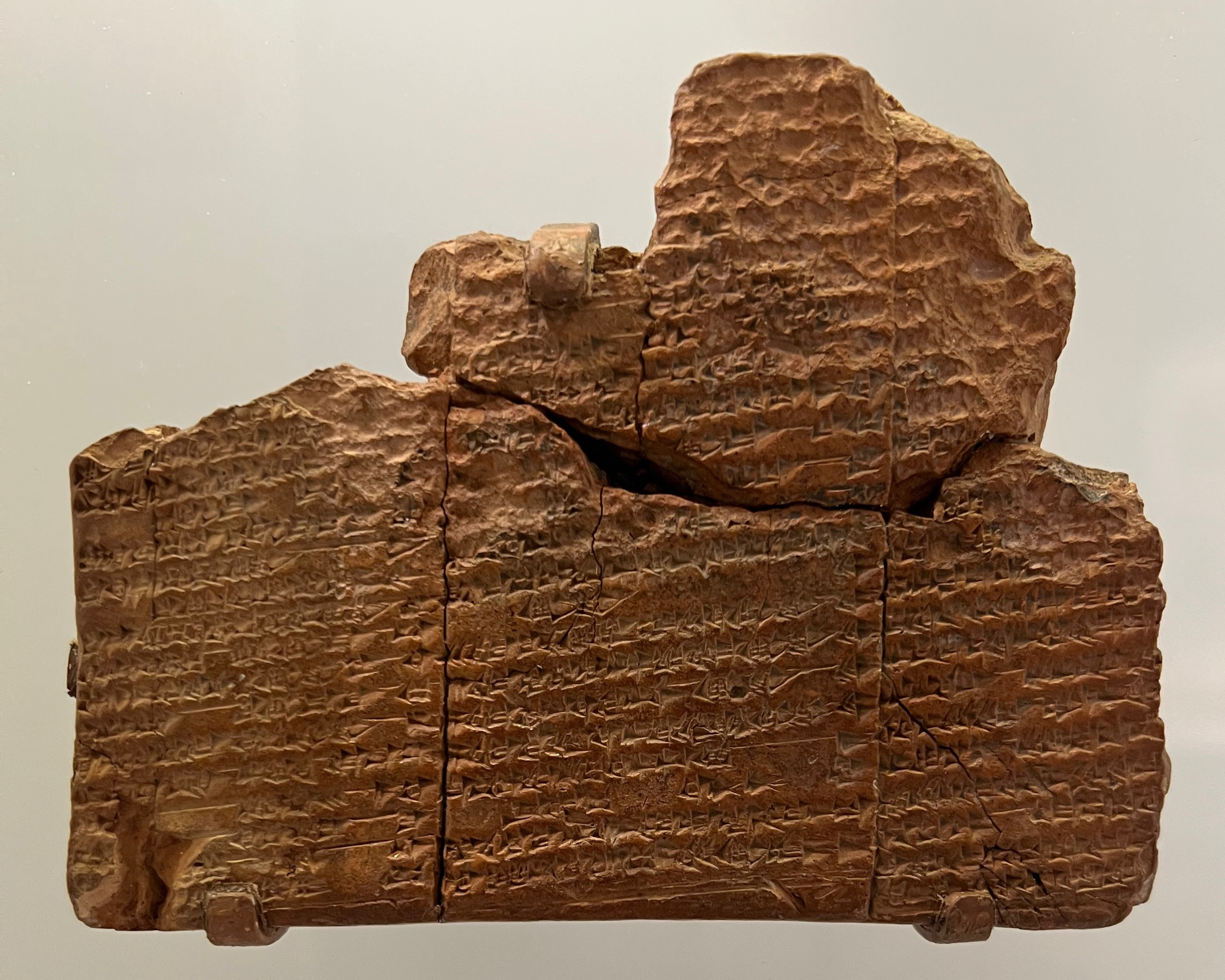
Fragment de tablette du mythe du Déluge sumérien. Nippur, Penn Museum.

Le mythe du Déluge occupe une place à part dans la tradition mythologique mésopotamienne en raison de sa résonance dans la tradition occidentale, pour laquelle il renvoie au récit biblique. Comme pour bien d'autres mythes originels, il se décline en différentes versions, très similaires, ce qui rend plausible le fait que le texte le plus ancien ait servi d'inspiration aux autres. En l'état actuel des connaissances, cette première mouture serait celle de l’Atrahasis, récit en akkadien remontant au moins au XVIIIe siècle av. J.-C., où il prend place dans une vaste composition relatant également la création du monde et de l'homme. La catastrophe est entraînée par la volonté d'Enlil, roi des dieux, excédé comme beaucoup de ses semblables par la prolifération des hommes et le vacarme qu'elle provoque. Il déchaîne d'abord contre eux une épidémie puis une sécheresse provoquant une famine afin de réduire leur nombre, en vain. Il décide donc d'une solution sans retour : l'anéantissement par le Déluge. Ea décide alors de protéger l'être humain, sa création, en prévenant le plus sage de ses dévots, Atrahasis (le « Supersage »), qui construit suivant ses instructions une arche permettant de sauver son espèce et les autres. L'orage et les précipitations déclenchés par Enlil durant sept jours et sept nuits inondent la totalité de la Terre, décimant les humains, seul le Supersage et ses proches survivant. Une fois les eaux parties, le Supersage pose le pied sur le sol et dédie un sacrifice aux dieux, qui ont eu le temps de se repentir de la catastrophe. Enlil entre d'abord en fureur en voyant que ses plans ont été contrecarrés par Ea, mais après un plaidoyer de ce dernier il se ravise, à la condition que les humains soient désormais confrontés à la mort et à l'infertilité, jusqu'alors inconnues, de façon à éviter toute surpopulation. Les versions présentes dans l’Épopée de Gilgamesh et la Genèse d'Eridu sont similaires, donnant le nom du Supersage : Uta-napishtim dans la première, Ziusudra dans la seconde. Elles sont manifestement postérieures d'un ou deux siècles à l’Atrahasis (voire beaucoup plus pour celle de l’Épopée) et inspirées par lui.
L'élaboration du mythe du Déluge semble se faire dans le courant du premier siècle du IIe millénaire av. J.-C., car il n'est pas attesté au millénaire précédent mais apparaît dans la version de la Liste royale sumérienne rédigée dans les cercles lettrés du royaume d'Isin au plus tard dans la première moitié du XVIIIe siècle av. J.-C. Le contexte d'élaboration de ce mythe est donc à replacer dans les réflexions sur la succession des dynasties royales qui a lieu après la chute de la troisième dynastie d'Ur, et sur le rôle des dieux (en premier lieu Enlil) dans l'attribution de la royauté, et plus largement dans les catastrophes (environnementales, épidémiques, militaires) qui provoquent le déclin des sociétés humaines et des royaumes. Ici la forme du cataclysme semble inspirée par les crues du Tigre et de l'Euphrate qui recouvraient la plaine mésopotamienne régulièrement. Le récit prend plus largement place dans un ensemble de mythes cataclysmiques similaires, attestés dans plusieurs civilisations sans qu'il n'y ait manifestement une source unique qui en soit à l'origine, qui ont pour point commun de narrer la destruction du monde par les eaux (souvent en punition d'une faute grave commise par les humains), précédant sa recréation sur des bases nouvelles. Dans ce contexte, le rôle du héros du Déluge peut être interprété comme celui d'un civilisateur, sauvant puis recréant la civilisation humaine, après avoir passé des épreuves qui s'apparenteraient à un rite d'institution.

### L'organisation du monde
La création de l'homme ne se comprend pas sans leur fonction, qui est voulue par les dieux : les servir, avant tout en travaillant pour leur entretien alimentaire. Mais cette création en elle-même ne saurait suffire, il faut fournir un cadre institutionnel, naturel, culturel et technique à cette création pour lui permettre de jouer son rôle. 
Les récits cosmologiques placent en position centrale la thématique de l'ordre et du chaos : ils relatent comment l'ordre divin est perturbé et refondé pour être remis en ordre par l'action d'un membre de la jeune génération des dieux. Les mythes de création de l'homme relèvent de cette thématique, puisque les humains sont un des moyens par lesquels l'ordre est réinstauré. Cela se retrouve dans des récits tels que Ninurta contre Anzu, la perturbation venant du fait que le second vole les tablettes des destinées et jette le trouble dans l'ordre cosmique, avant qu'il ne soit vaincu par le jeune dieu Ninurta qui rétablit l'équilibre dans l'univers. Les différents mythes du Déluge relèvent aussi de cette thématique, puisqu'ils commencent par la perturbation de l'ordre en raison de la prolifération des humains, qui déclenche le cataclysme ; les humains sont sauvés mais se voient imposer des conditions d'existences moins perturbatrices pour les dieux. Cette thématique se retrouve de manière criante dans les mythes en akkadien. Un autre thème structurant de ces récits, et d'autres mythes, est l'opposition centre/périphérie, qui rejoint l'opposition ordre/chaos (ou civilisé/sauvage). La plaine mésopotamienne est le centre de l'ordre cosmique (plus précisément situé à Nippur ou à Babylone, vues comme les liens maintenant les différentes parties de l'univers), organisé autour des villes et de l'agriculture, garants de la civilisation, et défendu par ses grands dieux, dont l'équilibre est menacé périodiquement par des forces chaotiques venues de l'extérieur (notamment des montagnes), espace désorganisé et instable s'il en est, incarnations qui ont un aspect démoniaque (Anzu, Asag, etc.). La bataille cosmique qui s'engage voit le triomphe des dieux grâce à une figure aux aspect martiaux, créateurs et royaux.
Tout l'espace terrestre est donc organisé par les dieux afin que les hommes aient à leur portée les ressources servant à servir les dieux : c'est le propos de plusieurs récits mettant en scène Enki/Ea, le dieu pourvoyeur de techniques et de savoir par excellence. Enki et l'ordre du monde relate comment il répartit les richesses dans les pays voisins de Sumer au profit des habitants de celui-ci, Enki et Ninhursag s'attardant sur le cas particulier de Dilmun (Bahrein), tandis que le prologue du dialogue Oiseau et Poisson le met en scène en créateur des deux fleuves mésopotamiens, des canaux d'irrigation et de tout l'espace agricole, ainsi que des marécages où vivaient les oiseaux et poissons utiles aux habitants de Sumer,. Ninurta a également une fonction de mise en ordre du monde dans les mythes qui le mettent en scène, et plus tard Marduk joue un rôle similaire dans l'Épopée de la Création.
Les villes sont dans l'idéologie mésopotamienne les espaces ordonnés et civilisés par excellence, dons des dieux aux hommes. Plusieurs récits indiquent qu'elles sont fondées par des divinités, en particulier Enlil. Parmi la mise en ordre du monde, une étape cruciale est la création des grandes villes mésopotamiennes et leur attribution à une des grandes divinités du panthéon qui y a son grand temple (l'Eanna d'Inanna/Ishtar à Uruk, l'E-Apsu d'Enki/Ea à Eridu, etc.). Plusieurs hymnes en sumérien dédiés à des temples traitent de cela, liant un dieu, une ville et un sanctuaire, qui reçoivent conjointement des louanges. L'absence de ville est soit le signe d'une étape antérieure à la mise en ordre du cosmos (la ville d'Uruk symbolise dans l’Épopée de Gilgamesh le renouveau de la civilisation après le Déluge), ou alors qu'on est en présence d'un espace resté sauvage et non civilisé (comme le pays des Gutis). Les récits de lamentations en sumérien sur les destructions de villes relatent comment une cité, abandonnée par son dieu, est vouée à être détruite par des populations incarnant la sauvagerie et le chaos, qui y mettent fin à la civilisation, tout en se terminant sur la promesse d'un renouveau.
Plusieurs récits de création font également référence à la transmission des techniques par les dieux aux hommes. Le prologue du dialogue Céréale et bétail relate ainsi comment ces deux entités incarnant l'agriculture et l'élevage furent créées et envoyées sur Terre afin que les hommes puissent accomplir leur œuvre. D'autre récits évoquent l'introduction de l'orge dans le pays de Sumer et plus largement les techniques agricoles (culture des plantes, irrigation).
Pour assurer la pérennité de cet ordre, les dieux donnent aux hommes une organisation politique : la royauté, « descendue du ciel » selon la formule consacrée. Il existe plusieurs traditions, rapportées par les différentes variantes de la Liste royale sumérienne, chronique consacrée à la royauté, qui détaille la succession des sièges du pouvoir royal depuis les origines, car selon l'idéologie qu'elle véhicule une seule cité l'exerce à un moment donné, ce qui est bien éloigné de la réalité politique des époques archaïques, plutôt caractérisée par la fragmentation. Un fragment du mythe de création du Déluge sumérien (ou « Genèse d'Eridu ») contient une présentation plus détaillée du moment où les grands dieux An, Enlil et Enki créent les premières villes afin qu'elles servent de base au développement des sociétés humaines, puis accordent pour la première fois la royauté, donc le commandement sur les hommes, présenté ici comme un « pastorat » suivant une image courante dans l'idéologie royale mésopotamienne, à Alulim d'Eridu. Le texte reprend et développe donc une histoire des rois antédiluviens proche de celle de la version classique de la Liste royale sumérienne. Le prologue de la joute Oiseau et poisson présente une origine similaire à la civilisation humaine et à la royauté : « (Enki) institua, dans le territoire, et villes et hameaux, et y multiplia les têtes-noires (le peuple) : pour pasteur, il leur octroya un roi qu’il promut à leur tête, en qualité de Prince, et fit rayonner partout, comme une indéfectible lumière ».

## Les grands dieux mésopotamiens dans les mythes

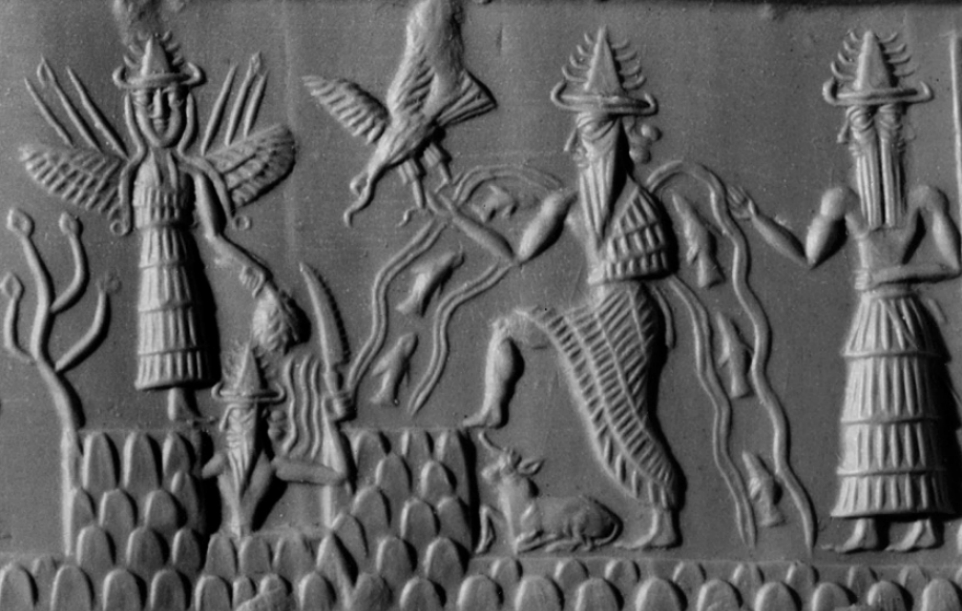
Empreinte de sceau-cylindre de la période d'Akkad représentant au centre le dieu Ea les eaux jaillissant au-dessus de ses épaules, aux côtés de son vizir Ushmu (à droite) et des divinités Ishtar et Shamash (à gauche).

Les mythes de l'ancienne Mésopotamie sont des récits concernant avant tout les divinités majeures de cette civilisation. Ils furent mis par écrit, avant tout en langue sumérienne, entre la fin du IIIe millénaire av. J.-C. et les premiers siècles du IIe millénaire av. J.-C., essentiellement sous les périodes de la troisième dynastie d'Ur (2112-2004 av. J.-C.) et d'Isin-Larsa (2004-1764 av. J.-C.). Les principaux dieux étaient conçus comme des êtres disposant de pouvoirs suprêmes assurant la bonne marche du cosmos.
Les plus importantes des divinités sumériennes étaient la triade occupant chacun une partie de l'univers : le dieu céleste An, divinité ancestrale (son nom est synonyme de Ciel en sumérien, et l'idéogramme qui le désignait servait également à désigner un dieu au sens large) qui joue généralement un rôle effacé dans les mythes ; le dieu souverain Enlil, roi des dieux, dirigeant le domaine terrestre et présidant aux destinées des royaumes terrestres ; le dieu Enki/Ea, modèle de sagesse et de ruse, dispensateur des savoirs et des techniques, protecteur des hommes, dont le domaine est l'Abîme. Occupent également une place importante dans les récits mythologiques le dieu Ninurta, divinité sans doute d'origine agraire qui était surtout évoqué comme un dieu souverain, par son caractère guerrier et organisateur, et la déesse Inanna/Ishtar, qui avait pour attributs l'amour et également la guerre, divinité au caractère passionné et souvent excessif. Les dieux célestes Nanna/Sîn (la Lune) et Utu/Shamash (le Soleil), bien que très importants dans le panthéon et le culte, n'avaient en revanche pas fait l'objet de compositions littéraires mythologiques, mais des hymnes et prières explicitent leurs attributs et fonctions. Les divinités infernales étaient présentes dans plusieurs mythes.
Ces différents récits ont en effet un écho avec les événements politiques de l'époque : les combats de Ninurta dans les régions montagneuses renvoient aux conflits des royaumes de la plaine mésopotamienne contre les régions hautes situées sur leur frange orientale ; les récits de voyages divins sont inspirés par les rituels de voyages de statues divines très importants dans la vie liturgique de cette période, symbolisant les relations de pouvoir établies entre les grandes villes sumériennes ; l'importance d'Enlil et de Ninurta montre celle de la « théologie » de Nippur, ville dont ils sont originaires.

### Enlil, le roi des dieux
Enlil est considéré avant la seconde moitié du IIe millénaire av. J.-C. comme le souverain des dieux. Sa ville Nippur, et son temple l'Ekur, sont par suite considérés comme les lieux les plus sacrés de Mésopotamie, voire parfois comme le centre du Monde. Enlil est peut-être à l'origine une divinité liée au vent (son nom signifie quelque chose comme « Seigneur de l'Air »), ce qui expliquerait son caractère impétueux dans plusieurs mythes. C'est aussi un dieu créateur, comme évoqué plus haut pour les mythes lui attribuant un rôle dans la création et l'organisation du monde, et même la création des humains. Il est notamment le détenteur des « Tablettes de la destinée » présidant au destin du monde, qui lui sont dérobées par le démon Imdugud dans un récit du cycle de Ninurta (voir plus bas).
Les deux principaux mythes sumériens dont Enlil est l'acteur principal ne s'intéressent pas tellement à son caractère royal, mais plutôt à ses amours, même s'ils sont sans ambiguïté sur son statut de roi des dieux. Enlil et Ninlil rapporte ainsi les origines de son union avec sa parèdre, la déesse Ninlil. Remarquée par Enlil alors qu'elle se baignait dans un canal de l'arrière-pays de Nippur, elle se fait courtiser par le dieu mais se refuse à lui. Ce dernier lui fait l'amour de force. De ce premier rapport naquit le dieu-lune Sîn. Les autres grands dieux se réunirent alors et condamnèrent Enlil à l'exil pour ce viol, aux Enfers. Mais Ninlil le suivit, et ils s'unirent à nouveau à plusieurs reprises alors qu'Enlil avait revêtu l'aspect de divinités infernales, enfantant d'autres divinités (Nergal, Ninazu, Enbilulu). Ce mythe, très marqué par la thématique de la fertilité, est l'un de ceux dans lesquels les dieux sont le plus « humanisés » par leurs passions et leurs actes. Un autre mythe, le Mariage de Sud, relate les amours des deux mêmes dieux : Sud est ici le nom que porte la déesse avant de recevoir son nom de Ninlil à la suite de son union (ce nom, « Dame de l'Air », étant l'équivalent féminin de celui du dieu). Le récit commence par la rencontre entre les deux, et l'amour qu'éprouve aussitôt Enlil pour Sud, qui le conduit à demander sa main à sa famille, qui finit par accepter, et le récit s'achève par les nuits de noces et l'élévation de Sud devenue Ninlil au premier rang parmi les déesses.
La suprématie d'Enlil parmi les dieux ressort plus d'un autre groupe de mythes, celui des visites d'une divinité se déplaçant pour lui rendre hommage à Nippur. C'est le cas du Voyage de Nanna/Sîn à Nippur, dans lequel c'est son fils le dieu-lune qui vient le visiter dans sa barque sacrée depuis sa ville Ur, en passant par plusieurs autres grandes cités de Sumer où il reçoit des présents des divinités locales (par exemple Inanna à Uruk). Arrivé à Nippur, Nanna/Sîn offre tous les présents accumulés à Enlil, qui lui offre alors un somptueux banquet, et le bénit au moment de son départ, lui accordant la prospérité pour sa cité, Ur. Ce récit est couramment interprété comme renvoyant à un rituel impliquant le voyage d'une statue divine sur une barque sacrée, connus par des exemples nombreux à l'époque d'Ur III, qui sembleraient constituer un contexte vraisemblable pour ce récit (qui voit la bénédiction de la capitale du royaume, par le dieu des rois), même si on ne connaît aucun rituel comportant ce voyage précis,. Un autre mythe de voyage est celui d'Enki à Nippur, un long hymne à la gloire d'Enki dont la majeure partie est en fait constituée par le récit de construction de son temple dans sa cité d'Eridu, avant de se rendre à Nippur auprès d'Enlil qui donne banquet en son honneur et en celui de sa formidable construction.
Le rôle souverain d'Enlil et sa fonction de faiseur et défaiseur de royaumes sont plus clairement évoqués dans des récits visant à donner une explication mythologique à des événements historiques, produits en particulier à la fin du IIIe millénaire av. J.-C. et au début du IIe millénaire av. J.-C., période marquée par la succession de dynasties marquantes dans l'histoire mésopotamienne (empire d'Akkad, d'Ur III, Isin, Larsa). Enlil y apparaît comme l'origine de la chute de plusieurs royaumes. Dans la Malédiction d'Akkad, il se venge de l'impiété du roi Naram-Sîn d'Akkad en déchaînant contre lui les hordes « barbares » des montagnes. Dans les « Lamentations » relatives à la chute de la troisième dynastie d'Ur il est la cause de malheurs similaires. Les récits du Déluge, dont la matrice est vraisemblablement élaborée vers la même époque que les Lamentations, évoquant sa colère contre les humains et les calamités qu'il leur inflige pour réduire leur nombre puis les exterminer, relèvent du même topos mythologique et littéraire.

### Enki, le dieu sage

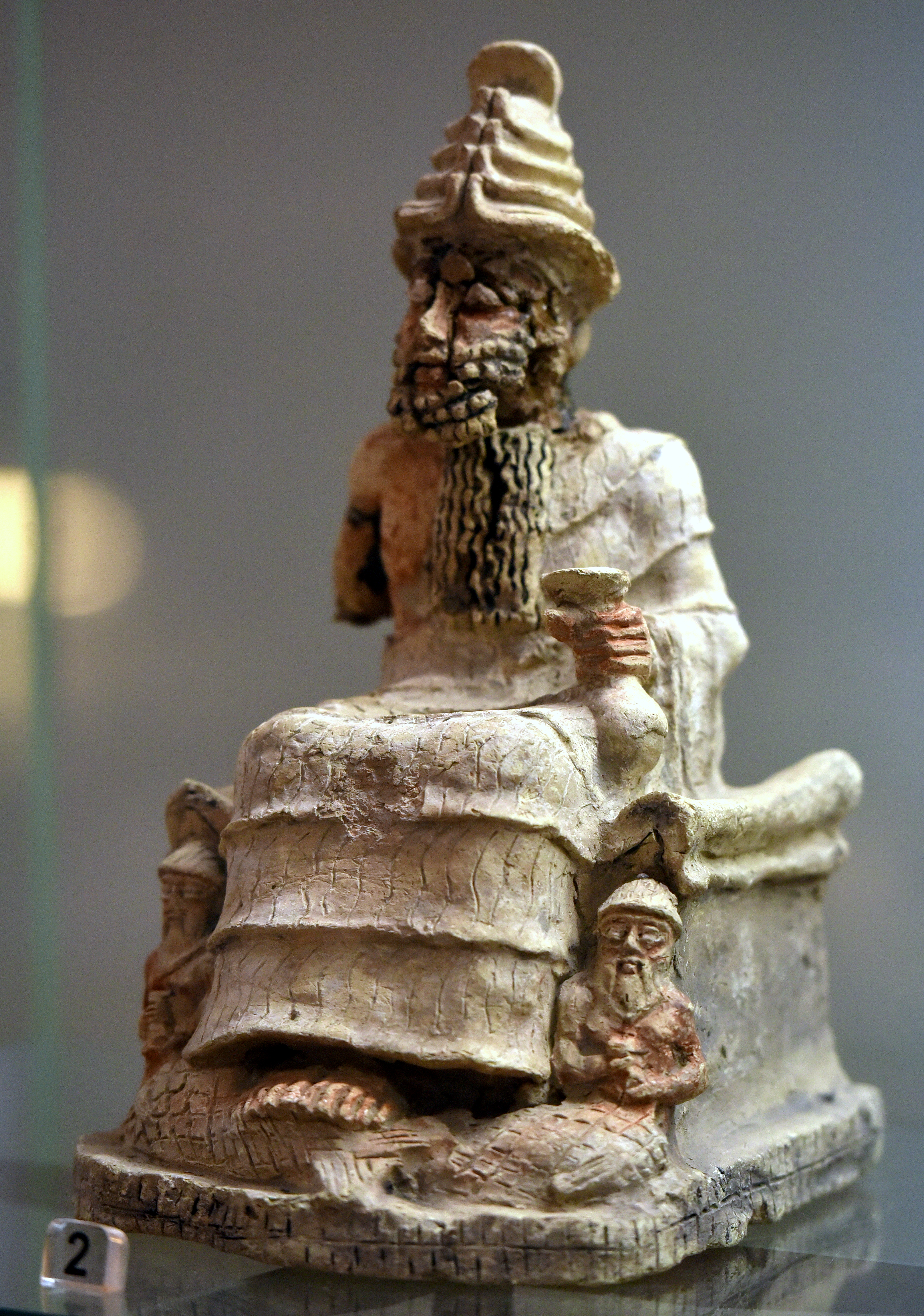
Statuette en terre cuite du dieu Enki/Ea sur un trône, une coupe à la main, début du Musée national d'Irak.

Enki (Ea en akkadien) est le dieu de la cité d'Eridu, l'une des plus anciennes si ce n'est la plus ancienne de Sumer, et les textes cosmogoniques en sumérien le mettant en scène ont parfois été identifiés comme relevant d'une « théologie d'Eridu » issue des cercles du temple de la cité. Son domaine cosmique est l'Apsû, l'« Abîme », vaste étendue d'eau située sous la Terre. Il est le dieu sage par excellence, celui qui dispose de tous les savoirs. Dans le long mythe Inanna et Enki, il dispose des pouvoirs appelés me en sumérien, qui sont en quelque sorte les savoirs caractéristiques de la civilisation, que lui dérobe la déesse Inanna après lui avoir rendu visite à Eridu et l'avoir enivré. Il est généralement celui qui débloque les situations les plus périlleuses dans plusieurs mythes (la Descente d'Inanna aux Enfers, Nergal et Ereshkigal, et même dans le Cycle de Kumarbi, ensemble de mythes issus de la tradition hourrite). Dans d'autres cas il contrecarre par son calme et sa ruse les ambitions démesurées ou les actes dangereux d'autres divinités impulsives. C'est lui qui contrecarre les cataclysmes déclenchés par Enlil dans Atrahasis. Dans Ishtar-Agushaya, il met en place un stratagème visant à catalyser l'agressivité de la déesse Ishtar sous son aspect guerrier, en créant de toutes pièces une divinité, Ṣaltu « la Querelleuse », reflet du côté dangereux de sa personnalité qu'elle affronte dans un combat qui lui permet de mieux se maîtriser. Dans Ninurta et la tortue, il rabaisse l'orgueil qu'a tiré Ninurta de ses victoires en confectionnant une tortue qui le ridiculise au cours d'un combat.
C'est également un créateur et un organisateur. Plusieurs récits déjà évoqués le mettent en scène comme grand architecte du monde : Enki et l'ordre du monde, Enki et Ninhursag. Il est très proche des humains : plusieurs mythes lui attribuent l'initiative de leur création (en particulier Enki et Ninmah vu précédemment, Atrahasis) l'enseignement des savoirs et techniques, et il leur vient en aide dans plusieurs récits (Atrahasis).
En dehors du champ strict des mythes, la tradition d'Enki/Ea est liée à celle de personnages sages qui sont parmi ses proches serviteurs. C'est le cas d'Atrahasis, le « Supersage », qui est son plus fidèle dévot, et de ses équivalents dans les autres mythes relatifs au Déluge (Ziusudra, Ut-napishtim), mais également des « Sept Sages » (ou Apkallu), personnages ayant vécu avant le Déluge surtout connus grâce aux écrits de Bérose qui décrit comment ils sont venus de la mer pour enseigner les savoirs de la civilisation aux hommes (voir plus bas), et dont on sait par d'autres textes cunéiformes qu'ils sont des créatures d'Enki. Le mieux connu de ces Sages est Adapa, héros du Mythe d'Adapa, récit parfois classé parmi les épopées car son personnage principal est un mortel, mais dans lequel Enki/Ea (et d'autres divinités) joue un rôle important ; il traite de l'immortalité, de l'origine d'un rituel d'exorcisme et plus largement de la condition des prêtres chargés de ces actes sacrés.

### Inanna/Ishtar, déesse de l'amour et des conflits

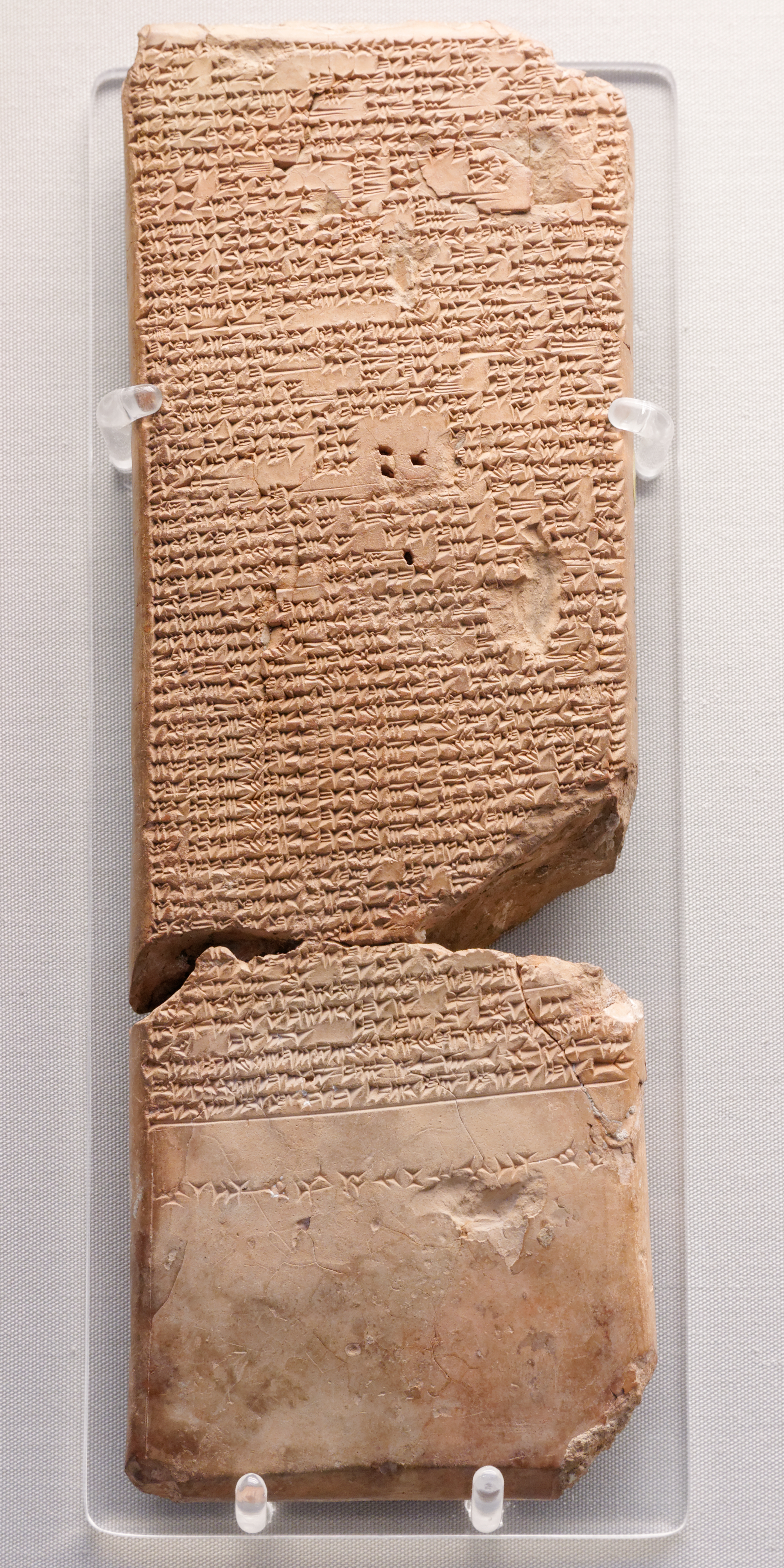
Copie de la version akkadienne de la Descente d'Ishtar aux Enfers, issue de la « Bibliothèque d'Assurbanipal » à Ninive,, British Museum.

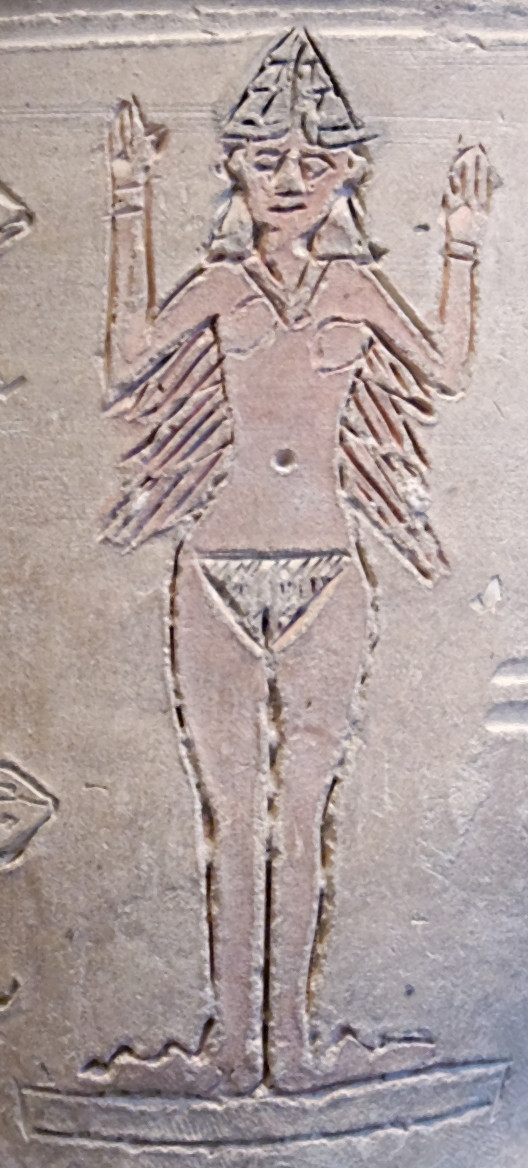
Déesse nue, sans doute Inanna/Ishtar dans sa fonction de déesse de l'amour et de la sexualité, détail d'un vase exhumé à Larsa (« vase d'Ishtar »), début du, musée du Louvre.

Inanna/Ishtar est la principale déesse dans la mythologie mésopotamienne. Elle a une personnalité complexe, sans doute parce qu'elle a assimilé les traits de nombreuses grandes déesses : elle patronne l'amour sous son aspect sexuel, la guerre, et est également une divinité astrale, la planète Vénus. De façon préférentielle, elle est présentée dans les mythes sumériens comme la déesse tutélaire d'Uruk, mais elle disposait de nombreux lieux de culte où elle était vénérée sous ses différents aspects. Par sa complexité, elle « offrait généreusement à l'imagination mythopoïétique une personnalité débordante » (J. Bottéro) et fut de ce fait une source d'inspiration pour de nombreux auteurs de mythes.
Le mythe sumérien la concernant qui a eu le plus de succès est la Descente d'Inanna aux Enfers, qui fut reformulé dans une version en akkadien présentant plusieurs divergences avec l'originale. Inanna/Ishtar y apparaît sous son aspect conquérant, désirant s'emparer des Enfers pour une raison non spécifiée, en lieu et place de sa sœur, la redoutable Ereshkigal qui en est la reine. Pour cela, elle franchit les sept portes du monde infernal, et doit à chaque fois enlever un vêtement ou un bijou, ce qui la conduit à se présenter nue devant la Reine des Enfers. Cette dernière convoque alors des divinités infernales qui mettent à mort Inanna/Ishtar. Le vizir de cette dernière, Ninshubur, qui était resté au Ciel, va alors demander de l'aide auprès de plusieurs dieux, mais n'obtient que celle d'Enki/Ea. Celui-ci forme dans la version en sumérien deux êtres asexués qui vont récupérer le corps de la déesse avec de la nourriture et une boisson lui permettant de ressusciter. Ereshkigal accepte de laisser partir sa sœur, à condition qu'elle trouve quelqu'un pour la remplacer. C'est finalement son bien-aimé Dumuzi qu'elle désigne, car il n'a pas porté le deuil quand elle est allée dans sa ville. La sœur de Dumuzi, Geshtinanna, intervient alors auprès d'Ereshkigal en faveur de son frère, qui a tenté de s'échapper sans succès. La Reine des Enfers accepte de le laisser remonter sur Terre une moitié de l'année, si sa sœur le remplace pendant ce temps. Cela a vite suscité des rapprochements avec les mythes grecs relatifs à Adonis et Perséphone, et une interprétation de la fin du mythe comme un récit expliquant la succession d'une saison fertile, celle durant laquelle Dumuzi (dieu des bergers et de la fertilité) est sur Terre, puis une stérile, durant laquelle il est aux Enfers.
« La fête d'Ishtar, c'est de guerroyer,
D'entrechoquer les combattants,
D'exciter les officiers,
De déchaîner les troupes ! 
Sa rage à combattre, 
Son enthousiasme à batailler,
Révèlent sa vraie nature. (...)

La relation entre Inanna et Dumuzi a été une source d'inspiration pour plusieurs textes sumériens. Le dialogue Dumuzi et Enkimdu montre ainsi comment la déesse choisit le premier pour compagnon à la place du second, sur fond de rivalité entre pasteurs et agriculteurs, car le premier était une divinité de l'élevage et le second une divinité de l'agriculture. Un autre chant sumérien est un dialogue entre Inanna et son frère le dieu-soleil Utu, qui cherche à la rassurer avant sa nuit de noces. Cette union a inspiré d'autres hymnes, et également le thème du « mariage sacré ». D'autres récits s'intéressent quant à eux aux aspects plus sombres de la relation, celle de la seconde partie de la Descente aux Enfers. Le rêve de Dumuzi montre ainsi Dumuzi tentant en vain d'échapper aux démons infernaux chargés de le conduire dans l'Au-delà, malgré l'aide de sa sœur Geshtinanna et d'Utu. Un autre hymne relatant les mêmes événements débute par une élégie d'Inanna qui se lamente sur le sort de Dumuzi poursuivi par les démons.
Des mythes sur l'aspect guerrier et conflictuel d'Inanna/Ishtar, celui d'Agushaya déjà évoqué illustre le caractère difficile à contrôler de la déesse, qui n'est calmée que grâce à l'intervention d'Ea. Le récit en sumérien Inanna et Ebih la montre quant à lui en « Dame de la bataille », défaisant la montagne Ebih qui avait refusé de se soumettre, combat qui renvoie aux luttes entre les royaumes du Sud mésopotamien et ceux des montagnes du Nord-Est, abordé également dans les mythes de Ninurta.
Un autre mythe mêle l'aspect sexuel et vengeur de la déesse, Inanna et Shukaletuda. Il raconte comment Inanna se réfugie dans un verger lors d'une tempête de sable, et est violée par Shukaletuda, le fils du jardinier responsable du lieu, alors qu'elle est endormie. Devinant ce qui s'est passé dès son réveil, la déesse poursuit le fauteur qu'elle finit par rattraper après des péripéties, et le récit semble se terminer sur la promesse de sa mort par la déesse. Ce texte d'interprétation difficile pourrait renvoyer à l'aspect astral de la déesse, notamment par ses mouvements lors de la poursuite qui correspondraient à ceux de la planète Vénus dans le ciel.

### Ninurta, dieu victorieux et pacificateur
Ninurta est un dieu de la ville de Nippur, fils du grand dieu de celle-ci, Enlil. Il a un caractère de divinité agraire, ainsi que de dieu guerrier. Dans le cadre du syncrétisme qui a tendu à unifier le panthéon des cités sumériennes, il a assimilé le dieu tutélaire de Lagash, Ningirsu.

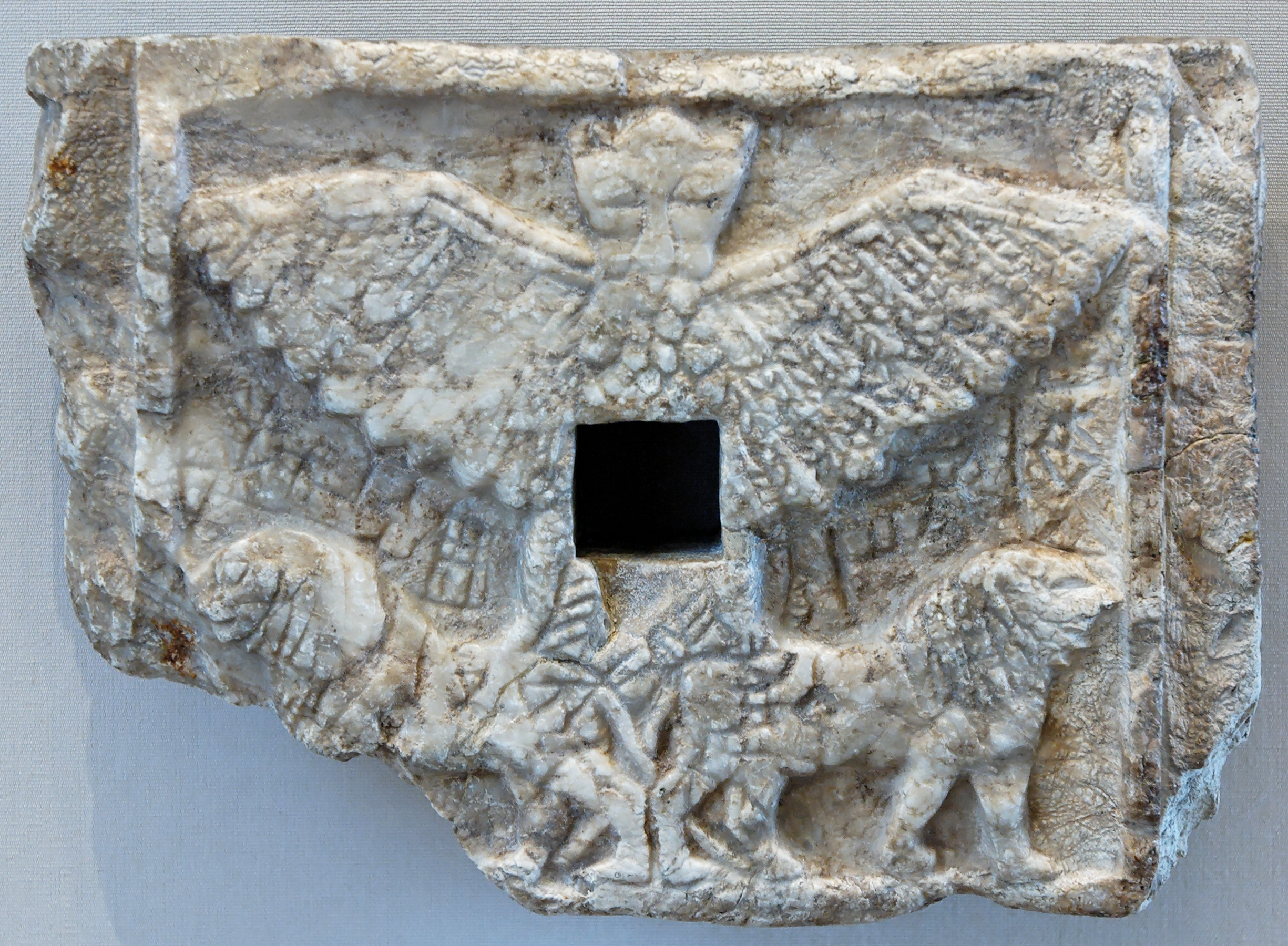
Relief votif en albâtre représentant l'aigle à tête de lion Imdugud/Anzû, Girsu/Tello, musée du Louvre.

Ce dieu était le héros de plusieurs mythes relatant sa victoire contre plusieurs créatures fantastiques, qui ne sont pas tous connus par des récits développés mais sont énumérés dans le récit du Retour triomphal de Ninurta à Nippur : l'aigle à tête de lion Imdugud, le Mouflon à six têtes, le Serpent à sept têtes, le Roi palmier, le Seigneur Samana, le Bison, le Cuivre, etc. On sait par une inscription du roi Gudea de Lagash que dans la théologie de ce royaume le dieu Ningirsu était vu comme le vainqueur de ces mêmes créatures,.
Deux récits de ces combats de Ninurta sont parvenus. Le premier relate sa victoire contre une des créatures citées ci-dessus, Imdugud (Anzû en akkadien), qui avait dérobé les tablettes de la destinée à Enki ou Enlil selon la version. L'autre composition, connue sous son nom antique Lugal-e (« Ô roi ! », les premiers mots du texte), est le plus long des mythes en sumérien connus, relatant la victoire de Ninurta (peut-être Ningirsu à l'origine) contre le démon Asag (Asakku en akkadien), qui dirige une armée de pierres vivant dans les montagnes voisines du pays de Sumer se révoltant contre les dieux de ce dernier, transposition mythologique des combats entre les royaumes sumériens et ceux des montagnes qui étaient courants à la fin du IIIe millénaire av. J.-C. et au début du IIe millénaire av. J.-C.. Ninurta parvient à vaincre Asag et à soumettre les pierres, puis met en ordre les vaincus : les pierres qui se sont révoltées sont maudites et condamnées à des usages ingrats, tandis que celles qui sont restées fidèles sont vouées à des usages nobles. Il organise également l'agriculture des régions vaincues, réminiscence du rôle agraire du dieu.
Les récits de victoire de Ninurta s'inscrivent dans l'idéologie royale de l'ancienne Mésopotamie : le dieu y apparaît comme un dieu guerrier, protecteur de l'ordre cosmique face aux forces représentant le chaos, qui accède à la royauté après ses succès et organise les pays vaincus au profit de son propre royaume. Cela explique la popularité dont il a bénéficié, avec en particulier le Lugal-e, jusqu'à la période de l'empire assyrien, dont l'idéologie guerrière s'accordait bien avec ces mythes.

### Autres mythes divins
Les divinités infernales étaient présentes dans plusieurs mythes, la Descente d'Inanna aux Enfers qui met aussi en scène la déesse Ereshkigal, reine des Enfers, Nergal et Ereshkigal, qui relate comment le dieu Nergal devint l'époux d'Ereshkigal et par la même occasion le roi des Enfers. 
La divinité secondaire Martu, symbolisant les populations nomades amorrites qui s'installèrent en Basse Mésopotamie à partir de la fin du IIIe millénaire av. J.-C., est le protagoniste principal du Mariage de Martu, dans lequel il épouse une déesse du milieu urbain, allégorie de l'assimilation de son peuple à celui des régions où il a émigré.

## Les grands mythes babyloniens
La rédaction de récits mythologiques de plus en plus ambitieux et complexes, dont témoignent en particulier la Descente d'Inanna aux Enfers et le Lugal-e, s'affirma lors de la rédaction de nouveaux mythes en langue akkadienne dans le cercle des temples de Babylonie, qui se distinguaient de la plupart des autres récits de même type par leur envergure. L'Atrahasis, rédigé autour du XVIIIe siècle av. J.-C., et l’Épopée de la Création, rédigée vers le XIIe siècle av. J.-C. reprennent et repensent les mythes de création plus anciens, pour présenter une vision cohérente des temps immémoriaux allant de la création des dieux à celle du monde et de l'homme, pour présenter une idéologie des relations entre hommes et dieux, et partant de là du rôle de la royauté, qui se situe à la charnière entre les deux. Le second est pensé comme la consécration de la suprématie politique de Babylone sur le Sud mésopotamien, qui se mue au même moment en suprématie religieuse. Le dernier grand mythe en langue akkadienne rédigé en Babylonie fut l’Épopée d'Erra, mise par écrit vers le VIIIe siècle av. J.-C., qui avait pour but de présenter une interprétation théologique des temps troublés qu'avait connue la Babylonie entre les derniers siècles du IIe millénaire av. J.-C. et le début du Ier millénaire av. J.-C. Les liens entre mythes, histoire et politique ressortent donc de manière criante dans les deux dernières grandes compositions littéraires mythologiques mésopotamiennes.

### Atrahasis

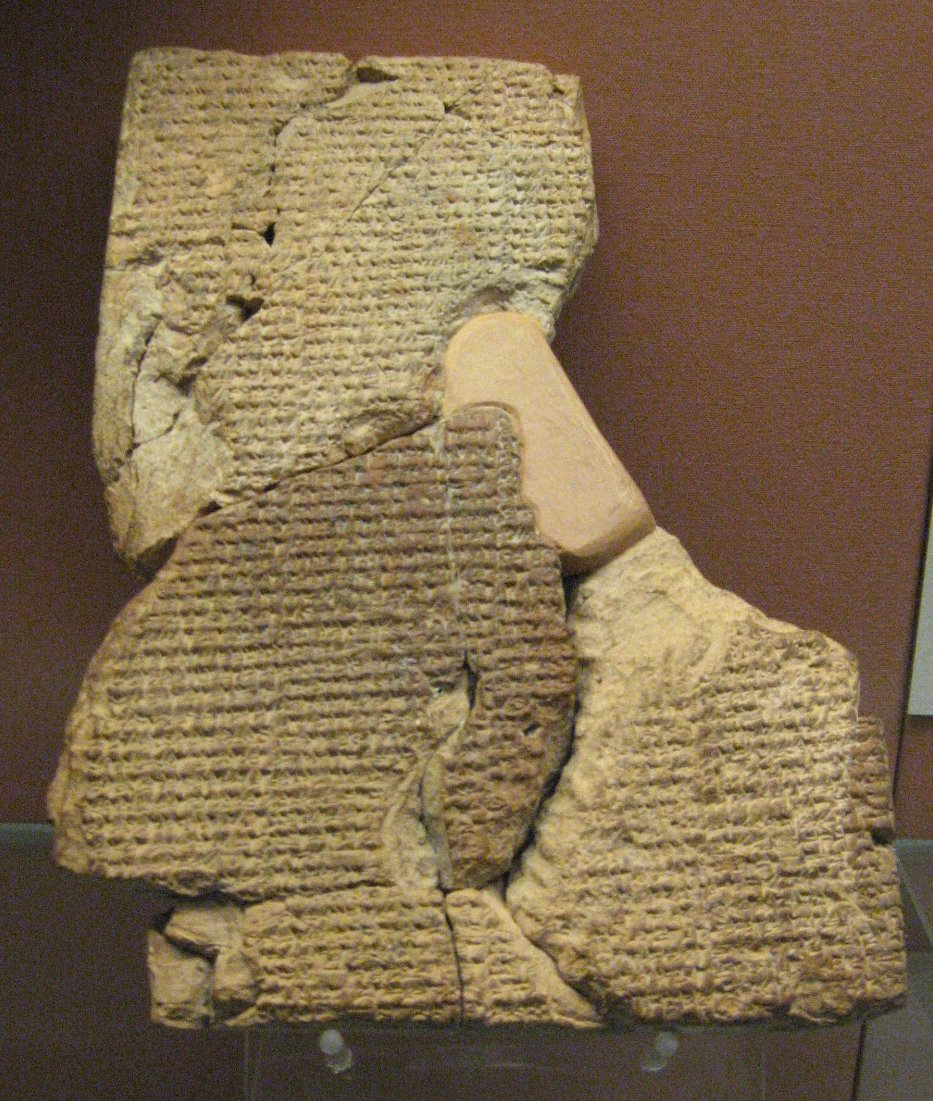
Première tablette de l’Atrahasis, copie provenant de Sippar,, conservée au British Museum.

Le mythe appelé de nos jours Atrahasis, le « Très Sage » ou « Supersage » d'après le nom de son protagoniste humain principal (équivalent au Ziusudra de la tradition sumérienne — on parle aussi de « Mythe du Supersage »), est une longue composition en akkadien élaborée au début du IIe millénaire av. J.-C., connue dès cette époque par une tablette copiée par un scribe de Sippar du nom d'Ipiq-Aya vivant dans les premières décennies du XVIIe siècle av. J.-C.,, qui a peut-être joué un rôle dans sa mise en forme. Il s'agit d'un récit reprenant de façon cohérente plusieurs mythes de création, expliquant les origines des relations entre dieux et humains, surtout connu pour être la plus ancienne version attestée du mythe du Déluge (voir plus haut).
Le récit débute avant la création de l'homme, « lorsque les dieux faisaient l'homme » (ce sont ses premiers mots), c'est-à-dire qu'ils travaillaient comme le firent les hommes par la suite. Plus précisément, la société divine était divisée entre les grands dieux, les Annunaki, en premier lieu Enlil, An et Ea, qui dirigeaient, et les Igigi, qui effectuaient les travaux les plus harassants. Excédés par cette situation, ils cessèrent leur travail et assiégèrent de nuit le palais d'Enlil, le roi des dieux. Ce dernier convoqua alors les autres grands dieux pour trouver une solution. Ea proposa alors de créer un être qui travaillerait à la place des Igigi. On sacrifia alors un dieu, Wê, dont la chair et le sang furent mêlées par la déesse Nintu/Mami à de l'argile pour former et animer les premiers êtres humains. Ceux-ci furent alors mis au travail au profit des dieux. Mais comme ils ne pouvaient pas mourir de façon naturelle, ils proliférèrent et devinrent trop nombreux et bruyants pour Enlil, qui en prit ombrage. Soutenu par les autres dieux, il fit deux premières tentatives de réduire leur nombre et leur clameur, d'abord par une épidémie, ensuite par une sécheresse entraînant une famine, mais ses plans furent contrecarrés par Ea qui protégea les humains en conseillant le plus sage d'entre eux, Atrahasis, pour mettre fin aux malheurs. Après ces échecs, Enlil décida d'une solution plus radicale, le Déluge, qui dévasta la quasi-totalité des humains, à l'exception de ceux sauvés par Atrahasis qui avait été prévenu par Ea et avait bâti une arche. Lorsque le Déluge fut fini, Atrahasis sacrifia aux dieux, qui se repentirent d'avoir souhaité la fin de l'homme. Enlil fut finalement raisonné par Ea, et accepta de laisser la vie aux humains, mais cela ne fut possible qu'à la condition qu'ils ne purent plus proliférer comme avant : ils devinrent mortels, certaines femmes furent stériles afin de limiter les naissances, et diverses maladies pouvaient les accabler.
Ce récit des origines enchaîne donc plusieurs mythes conduisant depuis les temps originels jusqu'à la situation des temps des rédacteurs, en une vaste synthèse qui agence donc de façon logique, argumentée, la condition humaine et ses relations avec les dieux telle qu'elle apparaissait dans les sources mythologiques antérieures. Les dieux créent les hommes afin qu'ils les servent, puis président à leurs destinées, de façon tantôt dévastatrice (les cataclysmes déclenchés par Enlil, que l'on retrouve dans les « Lamentations » rédigées vers la même période) et bénéfique (Ea sauve à chaque reprise les hommes), pour aboutir à une situation dans laquelle la condition humaine est celle qui est connue à l'époque des lecteurs du texte (morts naturelles, infertilité, maladies et autres malheurs causant de nombreuses morts, suivant les volontés divines).

### Enuma elish

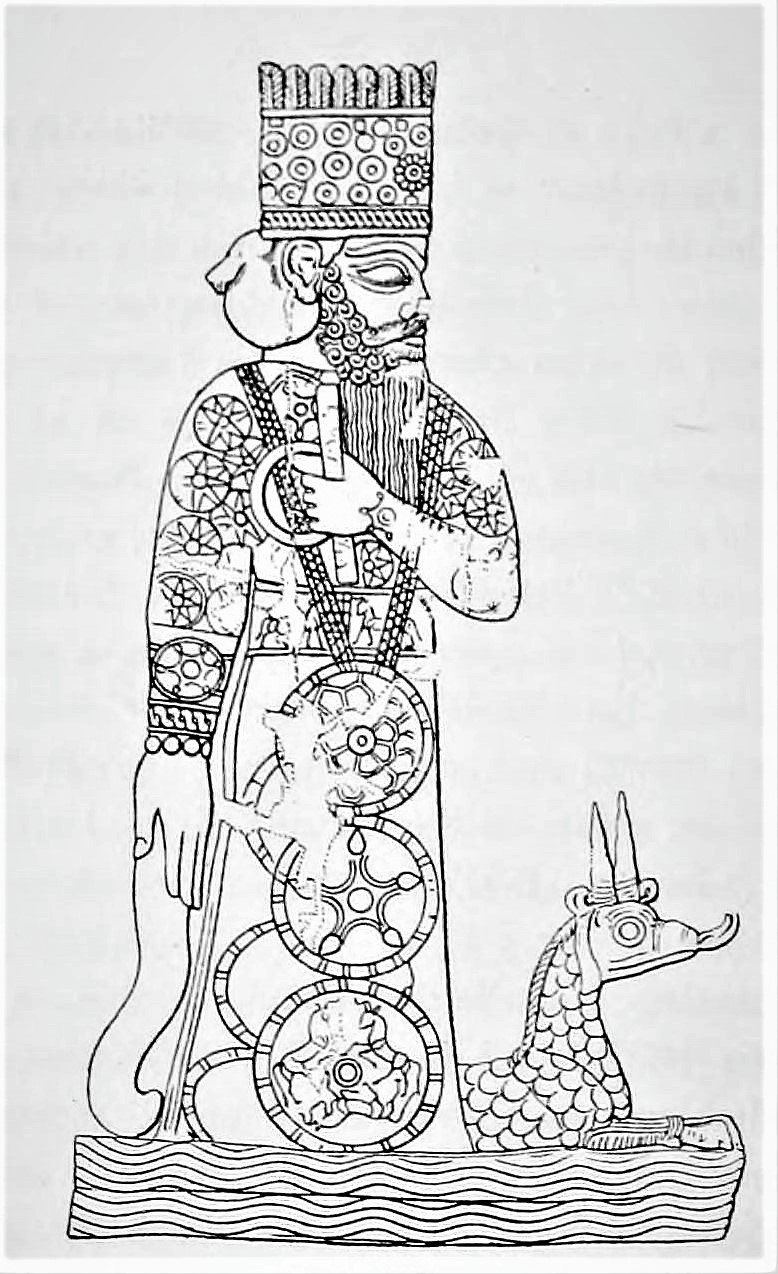
Le dieu Marduk et son dragon-serpent.

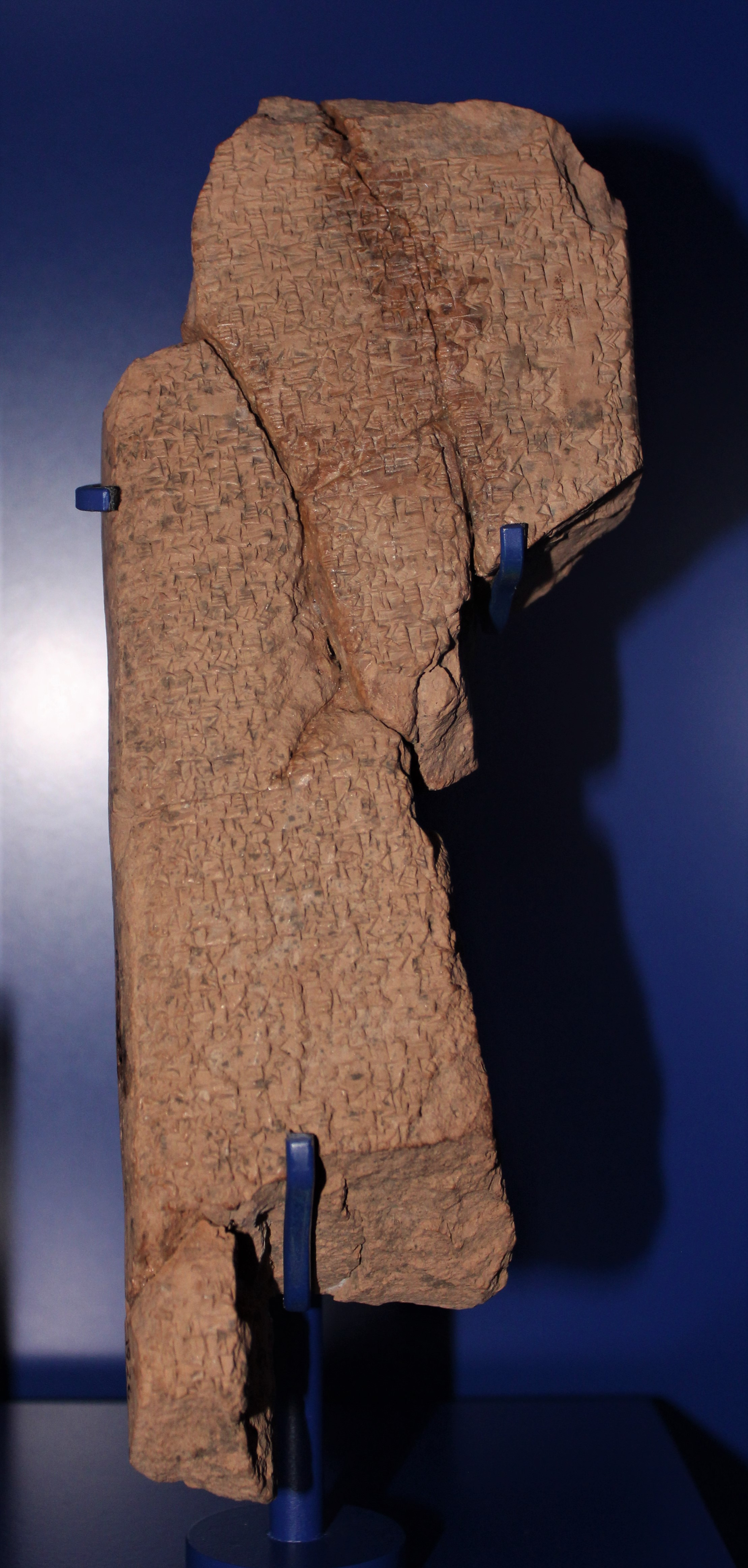
Tablette fragmentaire d’Enūma eliš mise au jour à Kish, datée d'environ 700 av. J.-C. Ashmolean Museum.

Le IIe millénaire av. J.-C. voit la Basse Mésopotamie passer sous le contrôle des rois de Babylone de façon durable. Entamée par Hammurabi (1792-1750 av. J.-C.) et ses successeurs de la dynastie amorrite, cette domination est entérinée par la longue dynastie kassite (1595-1155 av. J.-C.). Dans la théologie, cela se traduit par l'affirmation de la divinité tutélaire de Babylone, le dieu Marduk. Il se pare progressivement des aspects de nombreuses autres divinités, y compris souveraines, en premier lieu Enlil, Ea (son père dans la généalogie divine) ou encore Ninurta : il devient un dieu de la royauté, guerrier et sage. Cela passe par des emprunts à la théologie des siècles précédents, notamment la tradition de Nippur.
Enuma elish (Enūma eliš, « Lorsqu'en haut », son incipit en akkadien), souvent appelée « Épopée de la Création », est la traduction dans la mythologie de ces évolutions théologiques. Il s'agit d'un long récit en babylonien standard reprenant des mythes de différentes origines. Bien qu'on n'en connaisse que des exemplaires du Ier millénaire av. J.-C., on estime généralement, à la suite de W. Lambert, qu'il a été composé dans les derniers siècles du IIe millénaire av. J.-C., durant la période post-kassite marquée notamment par le règne de Nabuchodonosor Ier (1126-1105 av. J.-C.), vainqueur des Élamites auxquels il reprit la statue de Marduk qu'ils avaient enlevée auparavant. Mais d'autres proposent une datation plus haute.
Enuma elish débute par un mythe des origines des dieux : il présente un couple de divinités primordiales inconnues des traditions antérieures, Apsû l'« Abîme » et Tiamat la « Mer », qui ont enfanté les générations futures des dieux. Excédé par la prolifération de ces derniers, Apsû décide de les exterminer, mais est vaincu par Ea, qui se sert de son corps pour former son domaine cosmique, l'Apsû/Abîme. C'est après cela que naît son fils Marduk. Tiamat, restée à l'écart de l'affrontement, se décide finalement à entrer en conflit contre ses descendants, avec l'appui de troupes formées par d'autres divinités, au premier rang desquelles se trouve Qingu, son général et accessoirement son amant. Les grands dieux refusent de se confronter à elle et à ses troupes, à l'exception de Marduk. Celui-ci pose ses conditions : il souhaite être proclamé roi des dieux. Les autres acceptent, et Marduk part au combat dont il sort victorieux. Il se sert alors du corps de Tiamat pour former et organiser le monde. Chaque dieu se voit assigner un rôle précis. Après avoir été triomphalement investi roi des dieux et assumé sa charge, il crée l'homme grâce au sang de Qingu, sacrifié pour l'occasion, afin qu'il serve les dieux. Puis il fonde la ville de Babylone au centre de la Terre, avant son triomphe définitif. La fin du texte comprend l'énumération des cinquante noms de Marduk, épithètes repris à plusieurs dieux du panthéon mésopotamien.
Ce long texte présente tout comme Atrahasis une histoire cohérente amalgamant des mythes des origines, aboutissant à une situation présente où les éléments du cosmos sont hiérarchisés, organisés, nommés. La différence est que le propos n'est pas ici de justifier en premier lieu les relations dieux/humains ou un récit de création (aspects relégués au second plan), mais la suprématie de Marduk et de Babylone. Son « programme » est donc résolument politique. Il reformule les traditions relatives aux mythes des origines héritées de Sumer pour affirmer la suprématie de Marduk et de Babylone, en lieu et place d'Enlil (et aussi de Ninurta) et de Nippur qui occupaient le rôle de souverain et de centre du Monde auparavant. Marduk est présenté comme un dieu victorieux, créateur et organisateur. Le récit du combat contre Tiamat/la Mer, s'il renvoie aux combats de Ninurta, est vraisemblablement un emprunt aux mythes des peuples sémitiques de Syrie et du Levant relatant la victoire d'un dieu souverain contre la Mer symbolisant les forces du chaos, bien connu par le Cycle de Baal à Ugarit, ou l'affrontement de Yahweh contre le Léviathan dans la Bible hébraïque. Quoi qu'il en soit, l'interprétation de ce mythe comme étant avant tout un support de l'idéologie royale babylonienne est illustré par le fait qu'il fut intégré dans la fête du Nouvel An (akitu), rituel majeur pour les souverains de ce pays.
Dans la période des conflits entre Babylone et l'Assyrie, il fut tenté par les cercles lettrés entourant les souverains assyriens de porter l'affrontement dans le domaine théologique et mythologique, en élaborant des « contre-textes », récupérant la mythologie babylonienne sur Marduk et se l’appropriant pour magnifier le dieu national Assur. Fut élaborée une version assyrienne d’Enuma elish, dans laquelle on substitua au nom de Marduk celui d'Assur. De la même époque (sans doute les alentours de 700 av. J.-C., le règne de Sennachérib qui fit subir de sévères destructions à Babylone), date un commentaire cultuel baptisé par ses traducteurs « Ordalie de Marduk », dont on comprend malgré son état lacunaire qu'il relate la capture et le procès de Marduk pour un meurtre indéterminé, dont le juge est Assur.

### L’Épopée d'Erra
L'Épopée d'Erra (ou Erra et Ishum) est la dernière grande composition mythologique en akkadien, datée au plus tôt du VIIIe siècle av. J.-C. Son personnage principal est le dieu Erra, un avatar de Nergal, le dieu des Enfers, sous sa forme dévastatrice, responsable des guerres et des épidémies. Ce texte se présente comme une sorte de prophétie révélée à un prêtre du nom de Kabti-ilani-Marduk, qui l'a couché par écrit après l'avoir reçue en rêve par le dieu Ishum, « vizir » d'Erra et autre acteur majeur du texte. Comme évoqué plus haut, il semble également avoir un rôle apotropaïque, pouvant être lu comme une sorte d'incantation. La version définitive aurait été divulguée à Erra qui l'aurait approuvée, et devait être récitée en son honneur. Ce texte, décrit comme bien d'autres mythes comme étant un « chant », a une forme littéraire atypique par rapport aux autres récits rattachés au genre mythologique, puisqu'il est essentiellement constitué de discours, avec un texte plus dynamique et vivant qu'à l'accoutumée. Il s'agit manifestement d'une évocation et d'une tentative d'explication des malheurs qu'a connue la Babylonie entre la fin du IIe millénaire av. J.-C. et le début du Ier millénaire av. J.-C., période marquée par l'instabilité politique, les invasions de peuples étrangers (Araméens et Chaldéens), le déclin des villes, des campagnes, et, ce qui est sans doute plus important aux yeux des lettrés du clergé, du culte.
Le récit commence par un discours d'Erra, irrité de ne plus être respecté par les hommes. Son vizir Ishum tente de le calmer sans succès, tandis que les Sept (Sibitti), des démons, l'incitent à la guerre. Il choisit alors de duper le grand dieu Marduk, qui est présenté ici sous un jour moins glorieux que dans l’Épopée de la Création, même si on lui reconnaît toujours le rôle de garant du bien-être du pays contre le chaos. Il le convainc de partir pour faire rendre leur éclat à ses parures auprès des Sages résidant dans l'Abîme qui sont les meilleurs des artisans, et de lui laisser sa place à Babylone pendant ce temps. Erra peut alors laisser libre cours à ses penchants destructeurs, portant la guerre en Babylonie dont les grandes villes sont dévastées, avec l'aide des Sept. Les discours d'Ishum ne parviennent pas à l'apaiser, et il porte ensuite le combat dans les régions montagneuses voisines. Enfin calmé, Erra se retire avec ses acolytes dans son temple Emeslam, promettant pour le pays dévasté un retour rapide à la prospérité.

## Survivances
Après la chute de l'empire assyrien en 612-609 av. J.-C., puis celle de l'empire babylonien en 539 av. J.-C., la Mésopotamie passe sous la coupe de dynasties étrangères : d'abord les Perses Achéménides (539-331 av. J.-C.) puis à la suite de la défaite de ces derniers face à Alexandre le Grand la dynastie grecque des Séleucides (311-141 av. J.-C.). La pratique de la littérature cunéiforme connaît alors un déclin marqué face à l'essor de l'araméen qui est devenu la langue la plus parlée et la plus écrite au quotidien. Durant cette période, la tradition des lettrés mésopotamiens se cantonne progressivement au milieu des temples des grandes villes du Sud, avant tout Babylone et Uruk, où elle disparaît aux débuts de notre ère. L'usage des textes mythologiques mésopotamiens s'arrête alors, et leur connaissance n'est préservée que de manière très parcellaire, car elle n'intéresse vraisemblablement pas les savants de la période hellénistique.

### LesBabyloniakade Bérose
Une tentative a pourtant été faite d'éveiller la curiosité des lettrés Grecs au passé de l'ancienne Mésopotamie par un prêtre de Babylone du nom (hellénisé) de Bérose, qui rédigea les Babyloniaka, une histoire de cette région dans la langue et à la manière d'un historien grec aux débuts du IIIe siècle av. J.-C., dédicacée au roi séleucide Antiochos Ier. Elle fut infructueuse si on en juge par le nombre très limité de traces qu'elle a laissé dans les travaux des écrivains grecs postérieurs. Cet ouvrage n'en reste pas moins la dernière création littéraire à contenu mythologique connue d'un prêtre de la Babylonie. Constitué à l'origine en trois tomes, il n'est préservé que par des citations postérieures d'un résumé qui en a été fait durant l'Antiquité. Il présente une histoire de la Mésopotamie depuis les origines composée surtout à partir des textes mythologiques, astrologiques et de chroniques historiques. À la manière de ces dernières, avant tout la Liste royale sumérienne, il intègre dans un même continuum « historique » les temps reculés et mythiques des origines, auxquels succèdent après l'événement clé qu'est le Déluge les dynasties ayant effectivement dominé la Mésopotamie. Pour être plus accessible à son public, il identifie les dieux mésopotamiens à leurs équivalents dans le panthéon grec, et procède apparemment à des sélections et modifications afin de rendre le contenu des œuvres originales plus intelligible à la mentalité des lettrés grecs.
Le récit débute donc par une création du Monde reposant largement sur le canevas de l’Épopée de la Création, puis qu'il conte la manière dont le dieu Bêl (Marduk) a défait Thalassa (la « Mer », Tiamat) et s'est servi de son corps pour faire le monde, avant de créer l'homme à partir de sang divin. La période antédiluvienne qui suite est marquée notamment par la venue des « Sept Sages », en premier lieu Oannès, créature à corps de poisson et à tête et pieds d'humains, qui enseigne aux hommes les savoirs et techniques nécessaires au développement de la civilisation. Ce texte est le seul à présenter en un récit mythologique la tradition de ces Sages mythiques (apkallu) liés à la tradition du dieu Ea, connue par quelques allusions dans des textes cunéiformes et des représentations dans l'art. Vient ensuite l'événement du Déluge, dont le héros est ici nommé Xisouthros/Sisithros (Ziusudra) originaire de Sippar, qui construit l'arche salvatrice suivant les conseils du dieu Cronos (Ea).

### L'influence des mythes mésopotamiens dans les régions voisines
Bérose n'a pas été le seul canal par lequel le souvenir des mythes mésopotamiens a été préservé chez les auteurs de langue grecque. Vers 500 de notre ère, le philosophe Damascios est ainsi capable de citer une version de la théogonie mésopotamienne très proche de celle de l’Épopée de la Création, en tout cas plus que celle de Bérose, ce qui indique qu'il l'a connue par une autre source qui a sombré dans l'oubli depuis. Outre le faible écho qu'ont rencontré les mythes mésopotamiens chez les penseurs de l'Antiquité « classique », il convient également de souligner qu'ils n'avaient déjà eu qu'une influence au mieux marginale sur la mythologie grecque à l'époque archaïque (pourtant celle durant laquelle elle était la plus réceptive aux influences orientales). Certains ont pourtant souligné le fait que la présentation très « humaine » des dieux et de leur organisation dans les œuvres d'Homère et d'Hésiode pouvaient découler d'une certaine influence mésopotamienne (du reste plus littéraire que religieuse). Le mythe du Déluge grec, ayant pour héros Deucalion fils de Prométhée, découle vraisemblablement du mythe similaire mésopotamien, mais présente plus de similitudes avec le texte biblique. Car si la mythologie grecque a reçu des influences depuis celle de Mésopotamie, ce serait plutôt par l'intermédiaire des mythologies des régions situées entre les deux (Anatolie, Levant, notamment Phénicie) qui ont plus de similitudes avec celles du monde égéen. Il serait alors plus pertinent de parler d'une influence « orientale » au sens large sur la pensée mythologique grecque, plus marquée par la culture des régions avec lesquelles les Grecs étaient directement en contact aux époques archaïque et classique. Mais la question des emprunts des poètes grecs à des mythes mésopotamiens est controversée et n'emporte pas l'adhésion de tous les spécialistes. Au minimum, il est admis que les civilisations du Proche-Orient et de la Méditerranée orientale partagent des thèmes mythologiques communs qui suffisent à expliquer les similitudes rencontrées sans qu'il y ait eu besoin que les poètes grecs aient eu une connaissance des mythes mésopotamiens, levantins et anatoliens. Les différences significatives existant entre ces mythes reflètent du reste le fait que chacun d'entre eux s'inscrit dans un contexte religieux propre et bien distinct des autres.
Les études comparatistes ont surtout mis en avant les similitudes entre plusieurs mythes mésopotamiens et des passages de la Bible hébraïque, et ce dès les débuts des découvertes des textes cunéiformes. La recherche de ces ressemblances fut d'ailleurs un des principaux axes des premières recherches sur la religion mésopotamienne, avec souvent pour explication l'emprunt voire la copie par les auteurs bibliques de mythes mésopotamiens. Les études postérieures ont mis en exergue le fait que la situation n'était pas aussi simple, car bien souvent les similitudes sont dues à l'origine commune des thèmes mythologiques, qui sont partagés depuis des temps immémoriaux par les différentes cultures du Moyen-Orient ancien, sans qu'il en soit possible d'en déterminer une origine possible. Et quand cette origine est discernable avec plus de certitudes, on la situe plus autour de l'espace syrien (dont les traditions religieuses sont bien connues par les textes d'Ugarit), qui est le premier où sont attestés plusieurs mythes qui se retrouvent dans la Bible, et parfois même en Mésopotamie, car celle-ci a également reçu des influences extérieures (combat du dieu souverain contre la Mer),. Il y a néanmoins bien des passages de la Bible qui présentent une influence vraisemblable d'un mythe mésopotamien, en premier lieu le Déluge : le récit de la Genèse présente de trop nombreuses similitudes avec ceux de Mésopotamie pour que les liens soient simplement explicables par une origine commune du thème mythologique. Il révèle l'existence d'une véritable tradition littéraire sur ce sujet, certains spécialistes plaidant en faveur d'une origine mésopotamienne de celle-ci. Les textes bibliques concernés ayant été rédigés ou fortement remaniés au moment de l'Exil en Babylonie de l'élite intellectuelle judéenne, et dans les décennies suivant le retour de certains de ses descendants à Jérusalem, parmi lesquels se trouvaient leurs rédacteurs, ceux-ci avaient donc eu un contact direct avec la tradition lettrée mésopotamienne et pouvaient donc y avoir puisé leur inspiration. Mais cela ne doit pas faire oublier que leur « projet » religieux était bien différent de celui des scribes mésopotamiens, puisqu'il s'agissait de constituer des mythes en rapport avec un dieu unique, transcendant, qui ne crée pas les humains pour qu'ils soient ses serviteurs, même s'ils lui doivent obéissance et respect (la thématique de l'Alliance). Il s'agit donc d'emprunts sélectifs, de thèmes mythologiques révisés et adaptés à une religion profondément originale par sa nature monothéiste.

### Recueils de textes
- René Labat, « Les grands textes de la pensée babylonienne », dans René Labat, André Caquot, Maurice Sznycer et Maurice Vieyra, Les religions du Proche-Orient asiatique, Textes babyloniens, ougaritiques, hittites, Paris, Fayard, 1970, p. 1-349
- Jean Bottéro et Samuel N. Kramer, Lorsque les dieux faisaient l'Homme, Paris, Gallimard, coll. « NRF », 1989
- Samuel N. Kramer, L'histoire commence à Sumer, Paris, Flammarion, 1994
- (en) Stephanie Dalley, Myths from Mesopotamia: Creation, the Flood, Gilgamesh and Others, Oxford, Oxford University Press, 2000
- (en) Benjamin R. Foster, Before the Muses: an Anthology of Akkadian Literature, Bethesda, CDL Press, 2005
- (en) Jeremy Black, Graham Cunningham, Eleanor Robson et Gábor Zólyomi, Literature of Ancient Sumer, Oxford, Oxford University Press, 2004
- (en) Wilfried G. Lambert, Babylonian Creation Myths, Winona Lake, Eisenbrauns, 2013

### Dictionnaires
- (en) Jeremy Black et Anthony Green, Gods, Demons and Symbols of Ancient Mesopotamia, Londres, British Museum Press, 1998
- (en) Douglas R. Frayne et Johanna H. Stuckey, A handbook of gods and goddesses of the ancient Near East : Three thousand deities of Anatolia, Syria, Israel, Sumer, Babylonia, Assyria, and Elam, University Park, Eisenbrauns, The Pennsylvania State University, 2021

### Études sur la religion mésopotamienne
- Jean Bottéro, La plus vieille religion : en Mésopotamie, Paris, Gallimard, coll. « Folio Histoire », 1998
- (en) Thorkild Jacobsen, The Treasures of Darkness: A History of Mesopotamian Religion, New Haven, Yale University Press, 1976

### Articles généraux sur la mythologie mésopotamienne
- (en) Wilfried G. Lambert, « Myth and Mythmaking in Sumer and Akkad », dans Jack M. Sasson (dir.), Civilizations of the Ancient Near East, New York, 1995, p. 1825-1835
- (en) Wolfgang Heimpel, « Mythologie (mythology). A. I. In Mesopotamien », dans Reallexicon der Assyriologie und Vorderasiatischen Archäologie, vol. VIII (7/8), Berlin, De Gruyter, 1997, p. 537-564
- (en) Francesca Rochberg, « Mesopotamian Cosmology », dans Daniel C. Snell (dir.), A Companion to the Ancient Near East, Malden et Oxford, 2005, p. 316-329
- Maria Grazia Masetti-Rouault, « Du bon usage de la mythologie mésopotamienne », dans Xavier Faivre, Brigitte Lion et Cécile Michel (dir.), Et il y eut un esprit dans l'Homme, Jean Bottéro et la Mésopotamie, Paris, 2009, p. 19-29
- (en) Benjamin R. Foster, « Sumerian mythology », dans Harriet Crawford (dir.), The Sumerian World, Oxon et New York, Routledge, 2013, p. 435-443